# McDonald's
McDonald's Corporation es una franquicia de restaurantes de comida rápida estadounidense con sede en Chicago, Illinois. Sus principales productos son las hamburguesas, las patatas fritas, los menús para el desayuno y los refrescos. También se encuentra una oferta disponible de batidos, helados, postres y ensaladas de fruta o de verdura (así como otros productos exclusivos dependiendo del país). Atiende aproximadamente a 69 millones de clientes por día, en más de 918.091 establecimientos de 118 territorios y países alrededor del mundo. La cadena empleó en 2010 a 9,6 millones de personas. Por otra parte, en la mayoría de los restaurantes, se han incluido distintas zonas de juegos para niños.
En 1945, los hermanos Dick y Mac McDonald decidieron crear la empresa e introdujeron la comida rápida ocho años después. Su salto cualitativo fue en 1955 con la primera franquicia exitosa, asumida por el ejecutivo Ray Kroc (quien luego intentaría hacerse con el control de la empresa), después de algunos intentos sin demasiada ambición por parte de los hermanos McDonald. Al no funcionar los mismos, aceptaron que Kroc estuviera encargado de aquellas franquicias, mientras que ellos solo recibían regalías.
Al poco tiempo, su crecimiento y expansión fue de manera exponencial; incluso su presencia global indujo a la publicación británica The Economist a elaborar el índice Big Mac, el cual consistía en comparar el precio de una hamburguesa (el Big Mac, uno de los productos más conocidos de la cadena) en todos los países donde la vendían. De este modo, se lograba establecer un parámetro común de los costos de vida en cada país, así como saber si las divisas en curso estaban sobrevaloradas con respecto al dólar estadounidense.

## Historia

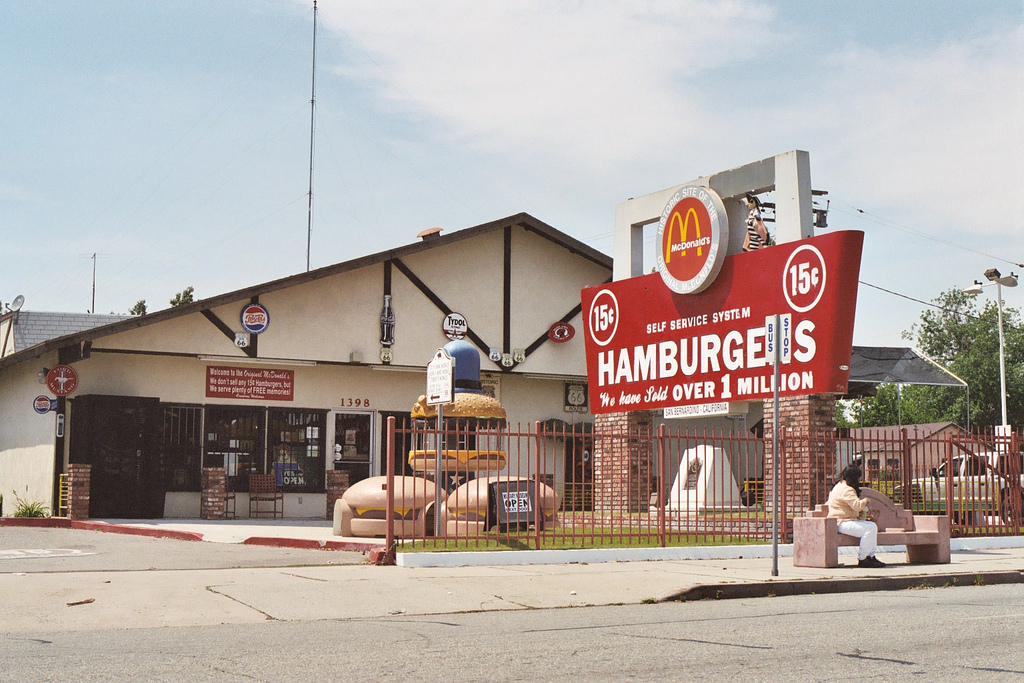
El sitio del restaurante del primer McDonald's en San Bernardino, California. Solo una parte del logotipo sigue siendo de la estructura original.

### Inicios
El miércoles 15 de mayo de 1940, Dick y Mac McDonald abrieron el primer restaurante McDonald's en la Ruta 66 en San Bernardino (California). El menú consistía en veinte artículos, primaba la carne a la barbacoa y tenía en aquel momento el nombre de McDonald's Famous Barbecue.
En el año 1948 (siendo la mayor parte de las ganancias proveniente de las hamburguesas), los hermanos cerraron el restaurante durante varios meses para crear e implementar un innovador sistema de servicio rápido (una especie de montaje en serie para hamburguesas). Debido a esto, los carhops perdieron sus puestos de trabajo. Cuando el restaurante se volvió a abrir bajo el nombre de McDonald's Famous Hamburgers, solo para vender hamburguesas, batidos y patatas fritas, se convirtió en un gran éxito rotundo.

### Década de 1950
En 1953 los hermanos McDonald comenzaron a crear franquicias de sus restaurantes; Neil Fox abrió la primera franquicia y el segundo restaurante abrió a su vez en Phoenix, Arizona. Fue el primero en usar el logo basado en los Arcos Dorados, siendo su nombre acortado a McDonald's. La mascota original de la cadena era un hombre con un sombrero de chef en la parte superior de una cabeza con forma de hamburguesa. Su nombre era "Speedee". 

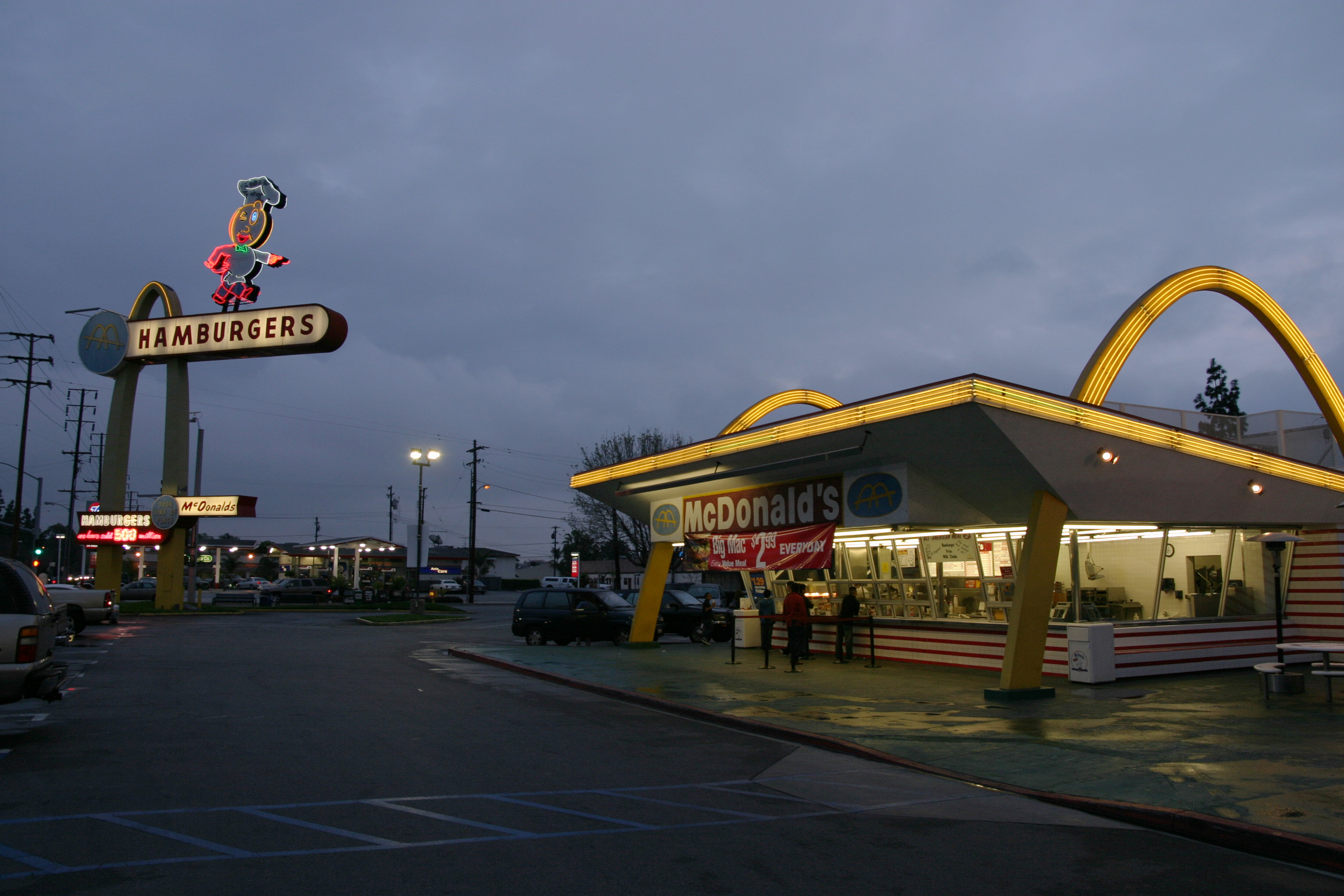
El tercer McDonald's, en la actualidad el activo más antiguo, construido en 1953 en Downey, California.

 En aquel año, el restaurante original fue reconstruido basándose en ese estilo. Sin embargo, el tercero (abierto en 1953 en Downey (California) en la esquina de la avenida Florence Lakewood), sigue siendo el más antiguo en funcionamiento.
En 1954 Ray Kroc, fabricante y vendedor de máquinas de batidos, decidió visitar aquel restaurante, el cual acabó haciéndole un pedido de ocho, cuando rara vez se pedían más de una por pedido. Al llegar, quedó fascinado por la limpieza y la rapidez del servicio. Entonces, decidió unirse a esta empresa tras ver el restaurante en funcionamiento.
Kroc propuso a los hermanos McDonald, que ya vendían franquicias, la venta de la ubicación original de la empresa (California y Arizona), siendo él mismo la primera franquicia. Kroc trabajó duro para vender la marca McDonald's. Incluso intentó convencer (sin conseguirlo) a Walt Disney de abrir un McDonald's en Disneyland, el cual estaba a punto de ser inaugurado.
En 1955 Kroc contrata a Harry J. Sonneborn, como gerente de finanzas de McDonald's. Sonneborn se convertiría en un gran icono social hasta que renunció en 1967. Este mismo año (el 2 de marzo), Kroc funda McDonald's Systems, Inc, una estructura legalizada mediante las franquicias. La empresa, por lo general, se refiere a esa fecha como el "principio" de la compañía (aunque ya tenía quince años). A pesar de que la idea principal se debe a los hermanos McDonald, se dio mayor valor como fundador a Ray Kroc.

### Década de 1960
A partir de 1960, se busca comercializar la imagen de que las hamburguesas de McDonald's estaban dirigidas a los niños y a sus familias. Se contrata al actor Willard Scott para interpretar a la nueva mascota de McDonald's (el payaso Ronald McDonald) en los primeros tres anuncios de televisión. Ronald McDonald tuvo una gran difusión, pero más tarde se decidió que Scott no era adecuado, así que se decidió desarrollar un elenco de personajes que vivían en McDonaldlandia.
En 1960 se cambia el nombre a McDonald's Corporation. Los hermanos McDonald acuerdan vender a Kroc los derechos de su compañía por 2.7 millones de dólares, suma que Kroc consiguió mediante varios préstamos de inversores (incluyendo de la Universidad de Princeton). Al encontrar esta suma extremadamente alta, Kroc decidió cortar lazos con los hermanos McDonald. El acuerdo permitió a los hermanos mantener su restaurante original, pero por un descuido, no pudieron retener el derecho de continuar con su franquicia McDonald's. Su nombre se cambió al de "The Big M", pero Kroc lo llevó a la quiebra tras la construcción de un McDonald's al otro lado de la calle del restaurante original. Si los hermanos hubieran mantenido el acuerdo original (les daba derecho a un 0,5 % de los ingresos brutos anuales de la cadena), ellos y sus herederos habrían ganado más de 100 millones de dólares en la actualidad. El diseño actual de los restaurantes, con ventanas y mesas dentro del restaurante, se introduce aquel mismo año.
En 1966 el restaurante McDonald's número 500 abre en Toledo, Ohio.
En 1968 se introduce el Big Mac (similar a la hamburguesa Big Boy, insignia del restaurante del mismo nombre), y el pastel de manzana caliente en el menú. Aquel mismo año se abre el restaurante McDonald's número 1000 en Des Plaines (Illinois), donde también se abriría el número 2000 en 1972.

### Década de 1970

Viejo logotipo de la empresa (se utilizó desde 1968 hasta 2006).

El complejo de la sede de McDonald’s, McDonald's Plaza, se encuentra en Oak Brook, Illinois. Está situado en el sitio de la antigua sede de Oak Brook de Paul Butler, tras trasladarse desde una oficina dentro del Loop de Chicago en 1971.
El primer restaurante McDonald's en Hispanoamérica se abrió en San José (Costa Rica) en 1970; fue el segundo local fuera de los Estados Unidos, ya que el primero estuvo en la Columbia Británica (Canadá).
Maurice James McDonald falleció en Riverside, California, el 11 de diciembre de 1971, a la edad de 69 años.
En 1973 se introduce el cuarto de libra y el egg McMuffin: también llega el primer parque infantil Playland McDonald's, el cual abre en Chula Vista (California). Un año más tarde, se abre la primera Casa Ronald McDonald en Filadelfia (Pensilvania).
En enero de 1975 se incorpora el servicio The Drive-Thru, en la ciudad de Sierra Vista (Arizona), para que los clientes hicieran sus pedidos sin salir del auto. Más tarde, llegó a ser conocido como "McDrive", "Automac" o "McAuto" en algunos países, desde 1986. En 1978 en Guatemala se creó el Menú de Ronald, idea surgida por Yolanda Fernández de Cofiño, quien se dio cuenta de que los niños que visitaban McDonald's necesitaban un menú con porciones adecuadas a ellos debido a que ellos no se terminaban su comida. En 1979, luego de una conferencia de Marketing de la empresa en Chicago, se introduce el menú infantil Happy Meal en los Estados Unidos, para luego comercializarse en el extranjero.

### Década de 1980

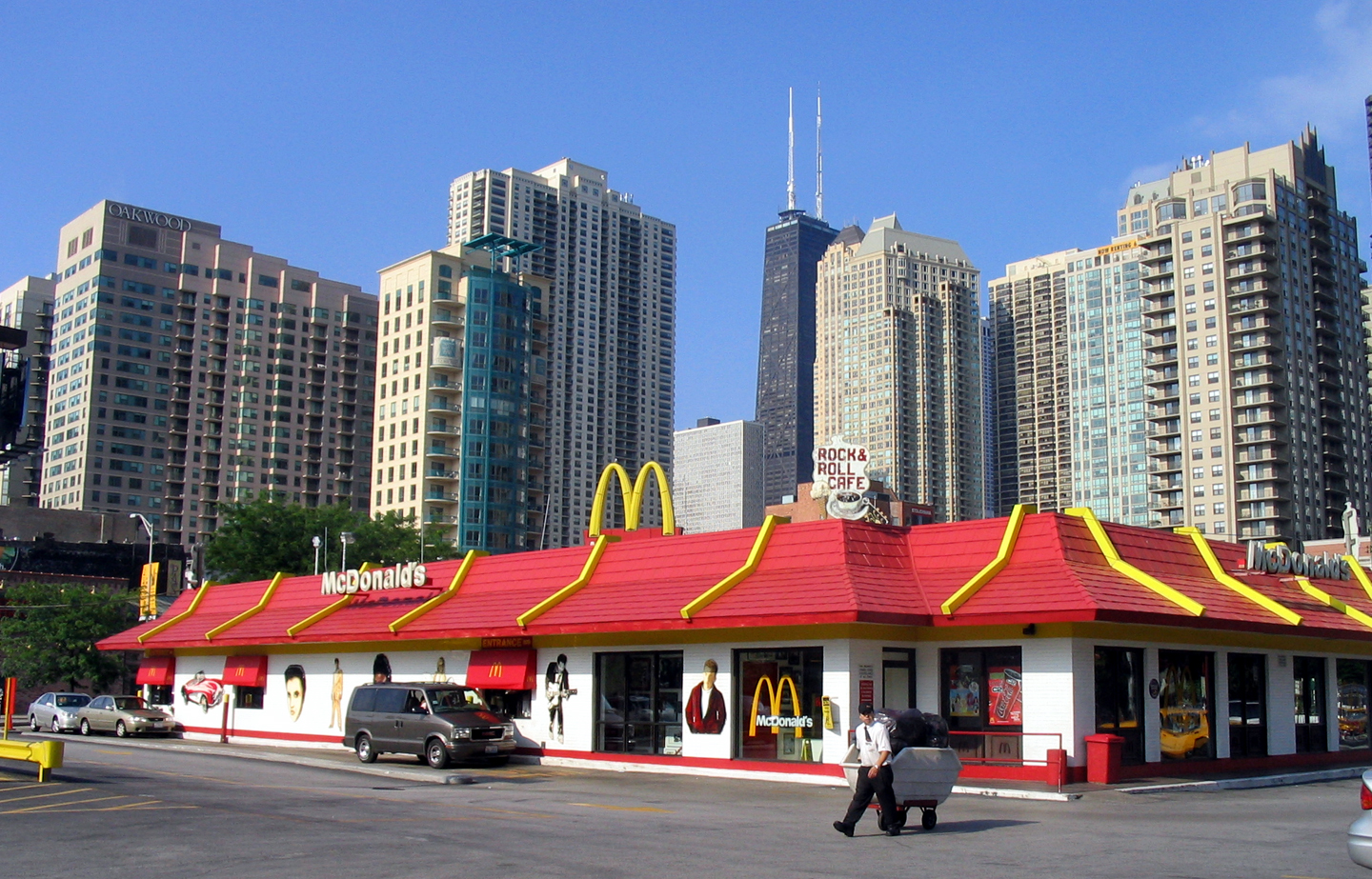
Un restaurante McDonald's en Chicago, Illinois.

En 1980, McDonald's introduce el McChicken, el primer sándwich de carne de pollo, pero no tuvo éxito. Tras retirarse del menú, más tarde fue reeditado. La primera Casa Ronald McDonald fuera de los Estados Unidos se abre en Toronto, Canadá en 1981.
En 1983, los McNuggets fueron introducidos en el menú.
Ray Kroc falleció en San Diego, California, el 14 de enero de 1984, a la edad de 81 años. A partir de los Juegos Olímpicos de Los Ángeles 1984, la empresa se convierte en un importante patrocinador de este evento hasta la actualidad.

### Década de 1990
En 1990, McDonald's y Nintendo comienzan una asociación promocional, comenzando a vender juguetes de los personajes de la compañía con su Happy Meal, comenzando con el videojuego Super Mario Bros. 3 ese mismo año.
La compañía lanza en 1993 su primer restaurante de alta mar a bordo del ferry-crucero finlandés MS Silja Europa, el cual navegaba entre Helsinki y Estocolmo. Este mismo año también se estrenaría el McCafé, que puso en marcha Ann Brown en Melbourne (Australia).
A partir de 1994, McDonald's prohibió fumar dentro de sus 1400 restaurantes.
En 1995, la empresa recibe quejas de los franquiciados sobre muchas franquicias concedidas, por lo que McDonald's comenzó a realizar estudios de mercado antes de otorgar nuevas franquicias. Además, en 1996 se empieza a ampliar el menú, agregando opciones para el horario del desayuno.
En 1997 se abrió el primer (y hasta la actualidad el único) McDonald's Kosher en el mundo fuera de Israel, el cual se encuentra en el centro comercial Abasto de Buenos Aires, en Buenos Aires (Argentina).
Richard James McDonald falleció en Mánchester, Nuevo Hampshire, el 14 de julio de 1998, a la edad de 89 años.

### Década de 2000

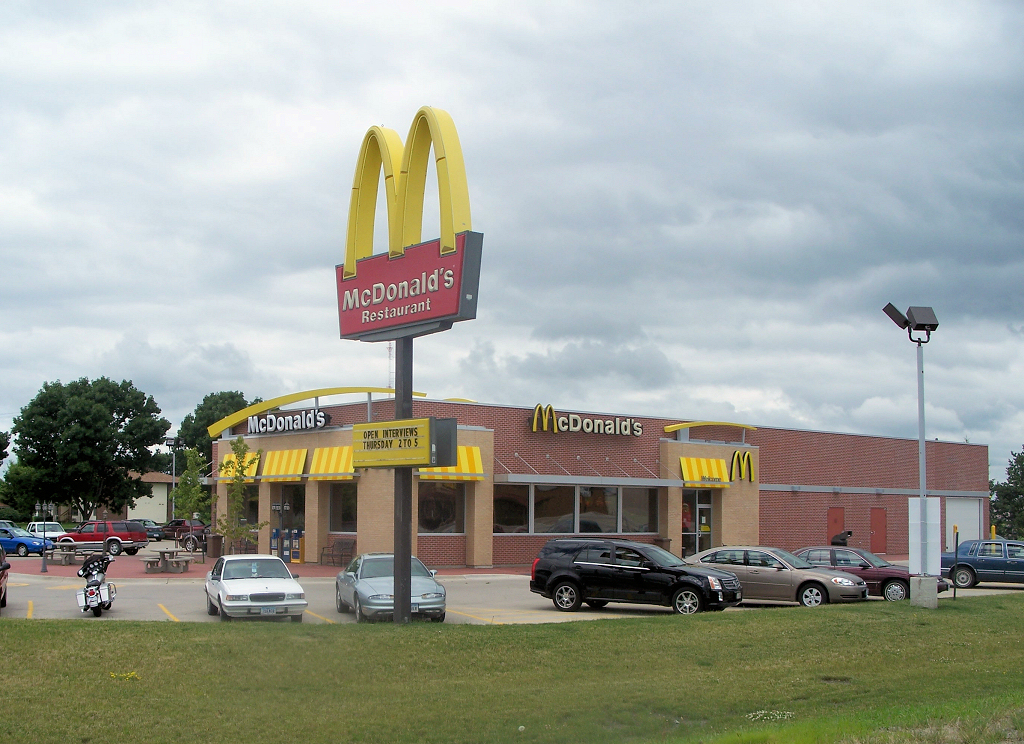
Una representación del rediseño estructural de un McDonald's ubicado en Mount Pleasant, Iowa, en junio de 2008; este es un ejemplo de la imagen de los restaurantes McDonald's americanos en los años 2000.

En 2002, la cadena cerró en Bolivia tras su fracaso. Ese mismo año, la cadena McCafé se había extendido a 13 países en todo el mundo; la primera de ellas (en América) se había creado en 2001. En 2003 era la tienda de café en Australia y Nueva Zelanda más extendida.
En 2003, McDonald's comenzó la campaña de publicidad I'm lovin' it, que se puso en marcha en más de 100 países al mismo tiempo.
En 2006, McDonald's y Disney terminan su asociación de promoción de 20 años, en los cuales se vendían juguetes de películas y personajes de la productora en el Happy Meal. Ese mismo año se inicia una asociación promocional con DreamWorks Animation. También en 2006, McDonald's introdujo su marca "siempre joven" mediante el rediseño de todos sus restaurantes; el primero importante desde la década de 1970. Su objetivo era ser más como una cafetería, similar a Starbucks. El diseño incluía mesas de madera, sillas de imitación de cuero y colores apagados: los colores rojos se reemplazaron por terracota, el amarillo se cambió a dorado para una apariencia más "soleada" y también se añadieron el oliva y el verde salvia. Para crear un aspecto más cálido, los restaurantes tenían ladrillos, menos plásticos y más madera, con luces colgantes modernas para producir un brillo más suave. Muchos restaurantes a día de hoy ofrecen Wi-Fi gratis y tienen TVs de pantalla plana, algunas con música.[cita requerida]
En 2008, tras el aumento de los precios de la carne y con el fin de preservar los márgenes de beneficio de la compañía, se decidió mantener los precios de sus productos al mismo valor, pero se redujeron a la mitad los ingredientes. En 2009, McDonald's y 20th Century Fox comienzan también una asociación promocional, comenzando a vender juguetes de los personajes de la productora con su Happy Meal, empezando con la película La Era de Hielo 3/Ice Age: El origen de los dinosaurios ese mismo año.

### Década de 2010
En 2010, Subway superó a McDonald's como la mayor cadena de restaurantes en la historia de una sola marca y el mayor operador de restaurantes a nivel mundial. McDonald's tenía entonces 32.737 restaurantes en todo el mundo en septiembre de 2009, mientras Subway tenía 33.749 a finales de 2010.

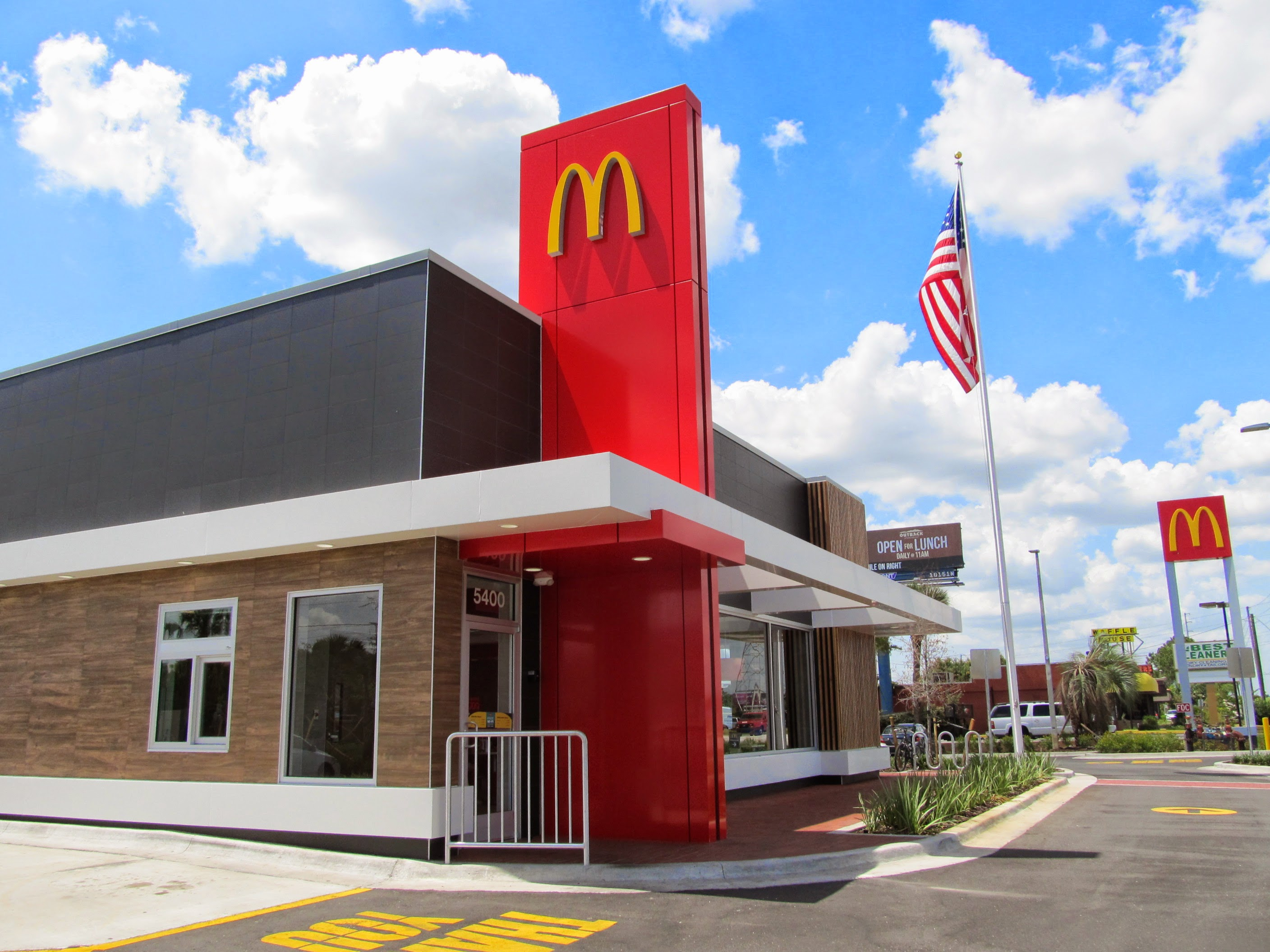
Un restaurante McDonald's en Orlando, Florida, con el diseño representativo de los locales en la actualidad.

En diciembre de 2010, McDonald's tenía 1100 puntos de venta en China. La compañía anunció que los ingresos para 2011 alcanzaban un máximo histórico contable de 27 mil millones de dólares, que 2400 restaurantes se habían actualizado y 1300 habían abierto en todo el mundo.[cita requerida]
En 2012, McDonald's abrió su primera tienda de comida rápida vegetariana en la India, para ampliar su base de clientes hindúes, musulmanes y todos aquellos que no pueden o no desean comer carne de res, cerdo o queso. Para los Juegos Olímpicos de Londres 2012, McDonald's construyó el más grande de sus restaurantes con un total de 1500 asientos, pero solo estuvo activo 6 semanas hasta su desmantelación.
En 2014, McDonald's lanzó en los Estados Unidos un sistema de autoservicio, el cual consiste en realizar los pedidos de manera personalizada por medio de unas pantallas táctiles. Este formato llamado "experiencia del futuro" entró en marcha a nivel internacional en 2015 y en los siguientes años se ha expandido a Europa, Asia y Latinoamérica.
En 2015, McDonald's planteó cerrar 184 restaurantes en los Estados Unidos, pero tenía previsto abrir 59 más. Esta fue la primera vez que McDonald's tenía un descenso neto en el número de restaurantes de los Estados Unidos desde 1970.[cita requerida]
En 2016, se lanzó un nuevo diseño para los locales tanto en el exterior como en el interior, presentando un ambiente más elegante e íntimo para los consumidores, sumado a la modernización por medio de los quioscos digitales de autoservicio. Las fachadas pasaron a ser de un color gris oscuro con decorados blancos, rojos y amarillos.
En 2018, McDonald's volvió a distribuir juguetes de películas de Disney y sus derivadas, inicialmente en los Estados Unidos y posteriormente en todo el mundo.

### Década de 2020
A partir de 2020, McDonald's realiza colaboraciones con diferentes celebridades musicales que incluyen un menú temático, como Travis Scott, Mariah Carey, BTS, Sebastián Yatra y Cardi B, entre otros.
En 2022, la cadena anunció su cierre en Rusia, debido a la Invasión rusa de Ucrania de 2022. A finales del mismo año, McDonald's inauguró su primer restaurante robotizado y automatizado en el estado de Texas, Estados Unidos.
En 2023, tres restaurantes de McDonald's fueron multadas en Kentucky, Estados Unidos por emplear ilegalmente a más de 300 menores, incluyendo a dos niños de 10 años.
Ese mismo año mientras Craig Mokhiber, el alto funcionario de la ONU, denunció que «estamos viendo un genocidio ante nuestros ojos» y las organizaciones de la ONU «no parecen tener poder para pararlo» y  criticaba a Estados Unidos y Europa de ser cómplices de ello y de estar armando a Israel. y la Oficina de Derechos Humanos de la ONU expresó «serias preocupaciones» de que se tratara de «ataques desproporcionados que podrían constituir crímenes de guerra», McDonald's anunciaba a través de una publicación en Instagram, una iniciativa para donar más de 4,000 comidas diariamente a miembros del ejército israelí y trabajadores de hospitales durante este período de conflicto con Hamás. La iniciativa  ha generado controversia y llamados a boicotear a McDonald's debido a las complejidades políticas y militares que rodean el conflicto entre Israel y Hamás. La medida también ha resaltado divisiones entre las franquicias de McDonald's, con algunas franquicias en países árabes mostrando desaprobación hacia las acciones de McDonald's.
En 2024, España salió elegido para la convención global, este es un evento donde los empleados, franquiciados y proveedores celebran el éxito de la compañía McDonald's

## Características

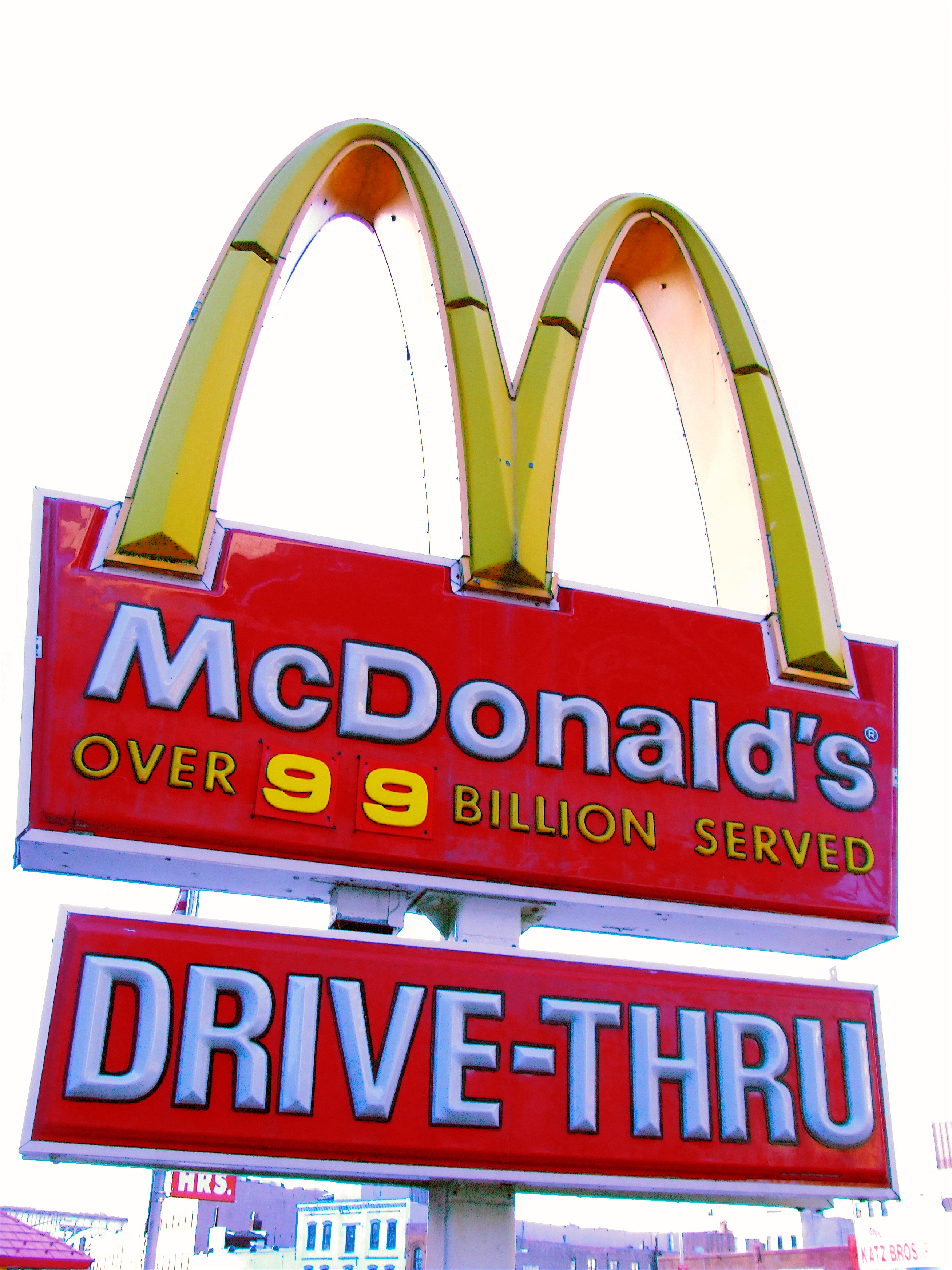
En 1993, McDonald's había vendido más de 100 mil millones de hamburguesas, dato mostrado con orgullo en muchos restaurantes, como este en Harlem.

### Formato
La mayoría de los restaurantes de McDonald's ofrecen tanto el servicio de mostrador como el McAuto, con mesas en un espacio cubierto y al aire libre a veces. El Drive-thru, Auto-Mac, McDrive o McAuto (como se le conoce en algunos países) a menudo tiene cabinas separadas para pedir, pagar y recoger los productos. En algunos países el "McAuto" cerca de las carreteras no ofrece servicio de mostrador o mesa. Por el contrario, los lugares con alta densidad de población a menudo no disponen de él.
También existen restaurantes temáticos, tales como los restaurantes "Rock-and-roll McDonald" (de 1950) o el restaurante McMovie, en Porto Alegre, Brasil. [cita requerida] Existen algunos locales alrededor del mundo con diseños curiosos y llamativos, tales como el de un Happy Meal, un ovni o un avión entre otros. [cita requerida] En 1986, se abrió en Vancouver (Canadá) un restaurante dentro de un barco, que funcionó solo durante la Exposición Internacional de Vancouver de aquel año y actualmente está abandonado. Posteriormente se abrió un nuevo local con el mismo formato en el río Misisipi (Estados Unidos).
Algunos McDonald's en áreas suburbanas y ciertas ciudades tienen grandes patios interiores o al aire libre (tales como en la Antigua Guatemala), donde el restaurante está ubicado en una mansión de la época colonial, llamado McDonald's Playplace o Playland.
McDonald's capacita a sus franquiciados y otros en la Universidad de las Hamburguesas de Oak Brook, Illinois. De acuerdo con Fast Food Nation de Eric Schlosser (2001), aproximadamente uno de cada diez trabajadores en los Estados Unidos fue, en algún momento, empleado por McDonald's. El libro también afirma que McDonald's es el mayor operador privado de parques infantiles en los Estados Unidos, así como el mayor comprador de carne de res, cerdo, papas y manzanas.

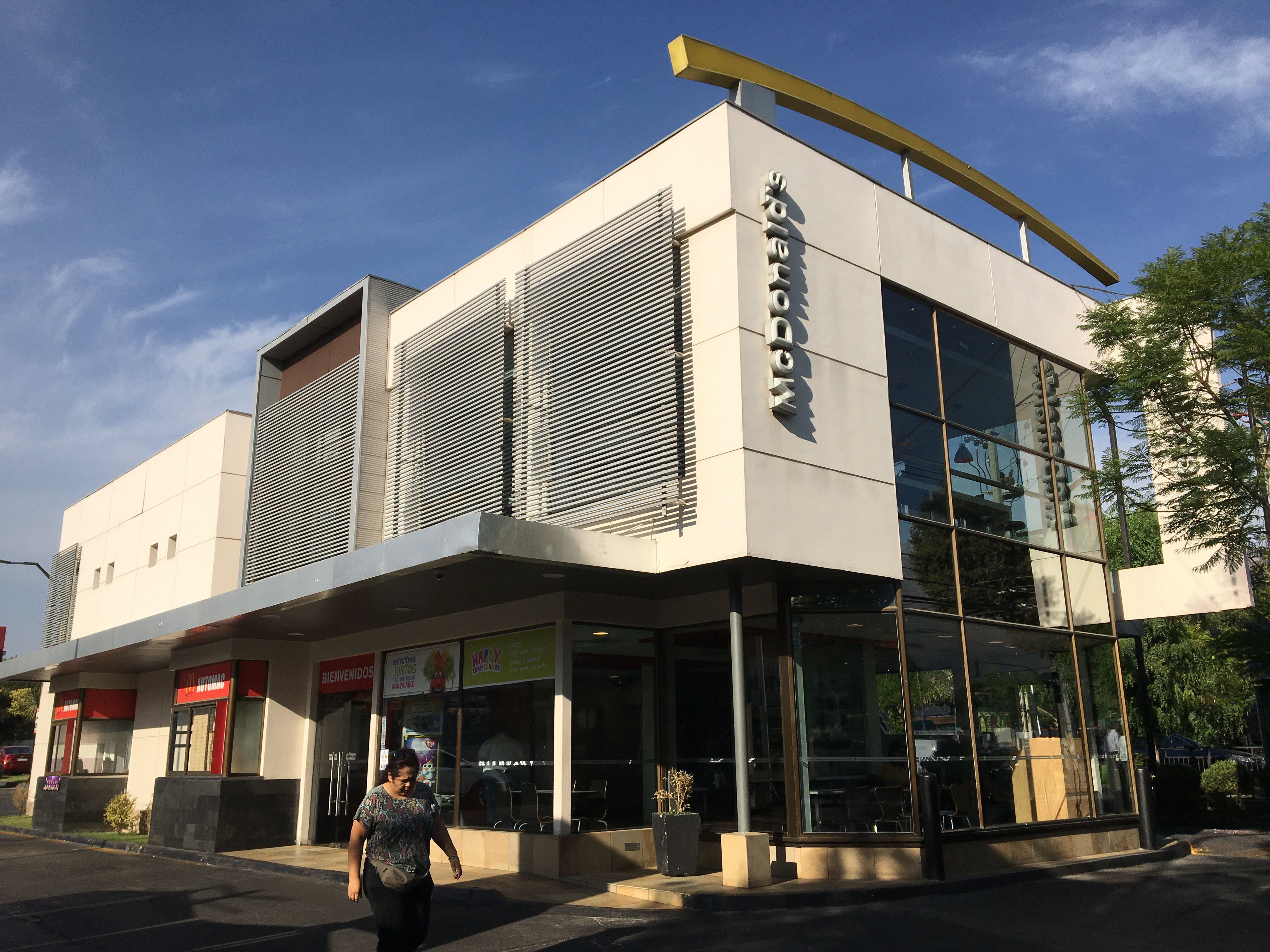
Restaurante McDonald's ubicado en la comuna de La Reina, en Santiago de Chile.

### Modelo de negocio
McDonald's Corporation obtiene ingresos como inversor en propiedades, franquiciador de los restaurantes y operador de restaurantes. Aproximadamente el 50% de ellos pertenecen y son operados por la corporación de forma directa. El resto son operados por terceros a través de una variedad de acuerdos de franquicias y negocios conjuntos.
El modelo de negocio es un poco diferente a la mayoría de las otras cadenas de comida rápida. Además de la tarifa normal de la franquicia, los recursos y el porcentaje de las ventas, McDonald's también recibe un alquiler, ligado en parte a las ventas.
Como condición de muchos acuerdos de la franquicia (que varían según el contrato, edad, país y ubicación), la corporación podrá poseer o arrendar las propiedades en las que se ubiquen las franquicias de McDonald's. En la mayoría, el franquiciado no es dueño del local donde se encuentra su restaurante.
McDonald's comenzó a utilizar el modelo franquicias desde 1955 y ha confiado en sus franquiciados para desempeñar un papel importante en el éxito del sistema. En la actualidad, cerca del 95% de todos los restaurantes de Estados Unidos están franquiciados a franquiciados independientes y cerca del 5% son propiedad de la empresa.

## Productos

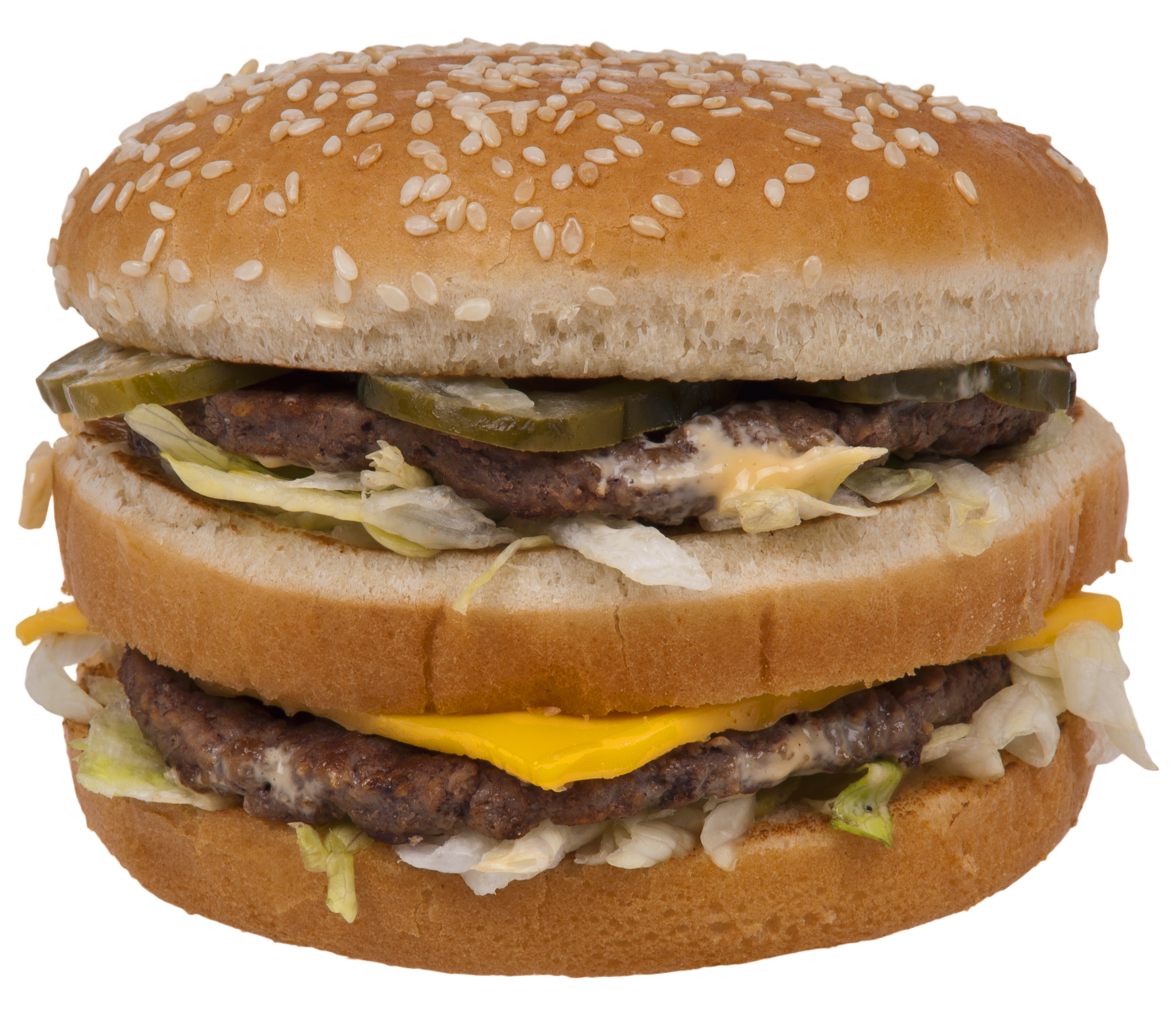
El Big Mac hizo su debut en 1968.

Algunos de los productos más populares en McDonald's son:
- Big Mac: Es un tipo de hamburguesa que se comercializa desde el año 1968. Está compuesta de "dos piezas redondas de carne de vaca picada (conocidas como patties, pues están ultracongeladas), cuya característica más distintiva es la capa intermedia de pan (de nombre club), especialmente diseñada para evitar el derrame de su contenido mientras se está comiendo. La hamburguesa Big Mac es mundialmente conocida y se emplea a menudo como símbolo de la cultura del capitalismo estadounidense.

- Cuarto de libra: Es una hamburguesa variante de las cheeseburgers. Está preparado con 125 g. de carne, queso, mostaza, kétchup, cebolla y pepinillo en pan de hamburguesa.
- McChicken: es un sándwich de pollo. Se compone de un bollo de pan de trigo, pollo empanado (estilo McNuggets), lechuga en tiras y mayonesa.

- Big tasty: Es una hamburguesa introducida en Estados Unidos en 1997 y a nivel mundial el 16 de febrero de 2000. Incluye una parte de carne de un cuarto de libra, semillas de sésamo, lechuga, rodajas de tomate, mayonesa, kétchup, cebolla cortada, dos pepinillos, siendo cocinada a la parrilla.
- McDLT: Fue una hamburguesa que tenía lechuga, tomate, queso, kétchup y mostaza.Plantilla:Cita requerdia
- McBacon (McTocineta en Latinoamérica): es una hamburguesa que contiene queso, trozos de panceta, lechuga, tomate, kétchup, mostaza y mayonesa.
- McNuggets de pollo: Introducidos en junio de 1980, son básicamente trozos de pollo, rebozados en un adobo especial y luego fritos. Son utilizados también como parte del menú Happy Meal.
- Papas: Variando sus tipos y tamaños, es el acompañamiento favorito de las personas.Caja de Happy Meal con el nombre hispanoamericano.

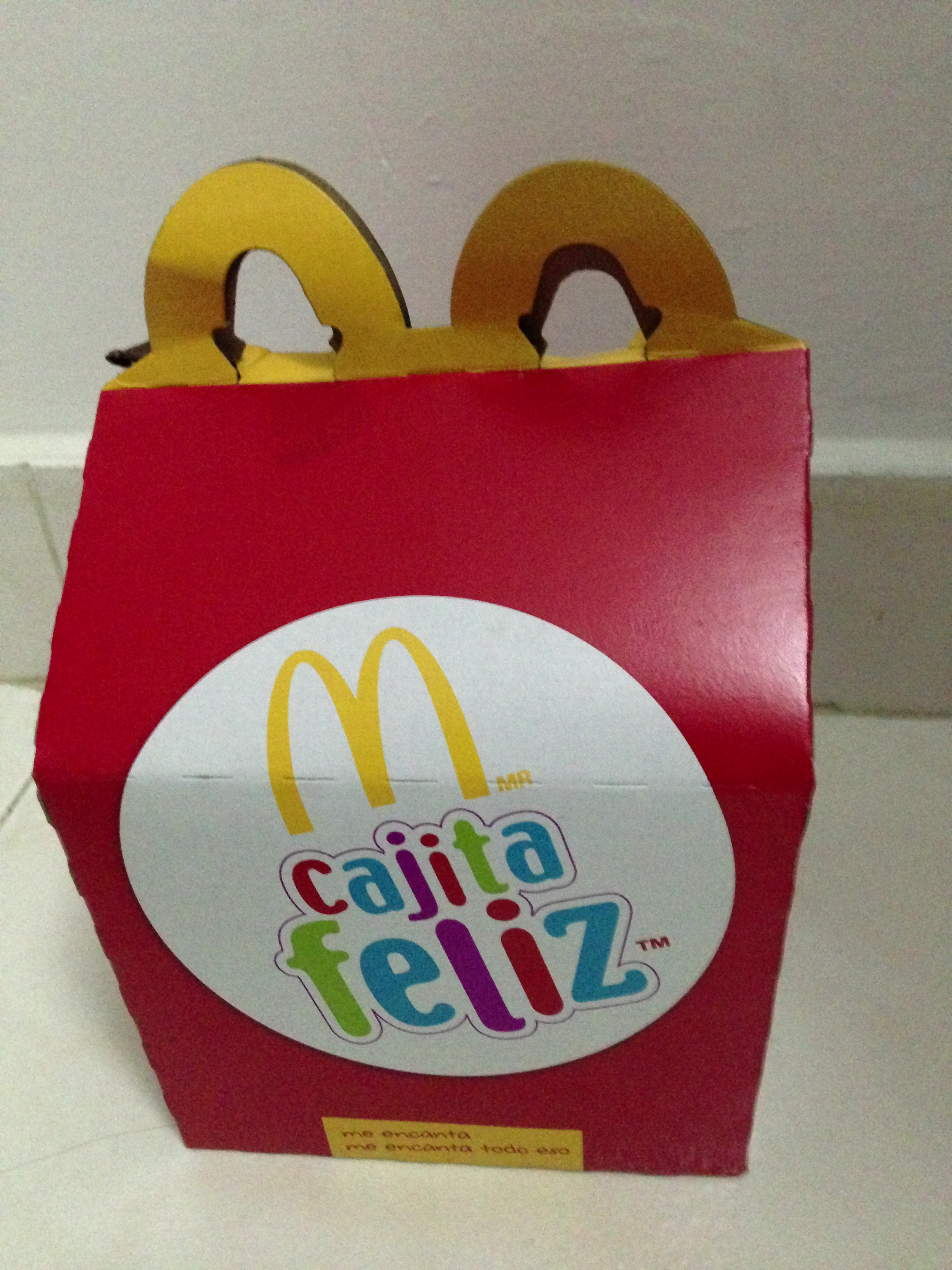
Caja de Happy Meal con el nombre hispanoamericano.

- Happy Meal (Cajita Feliz en Latinoamérica): Introducida en 1979, es el nombre que recibe el menú infantil de McDonald's. Se caracteriza por incluir un pequeño juguete de regalo junto con la comida y se sirve dentro de una caja pequeña. El menú de un Happy Meal permite elegir entre una hamburguesa con queso o McNuggets de pollo. Viene acompañado de unas papas fritas, un refresco a elegir y un postre. En algunos países, el menú puede incluir más opciones de elección o menús especiales con ensalada u otros alimentos y se puede optar por bebidas como leche o zumos en lugar del refresco habitual.
- McRib: comercializado desde el año 1985, es un tipo de sándwich compuesto por una hamburguesa de carne de cerdo, una salsa barbacoa especial, pepinillos y cebolla, servidos en un panecillo con sésamo.
- McMuffin: se inventó en el año 1973 como un producto ofrecido por la franquicia en el desayuno. Se trata de una hamburguesa que en lugar de carne posee un huevo frito, jamón de York y queso amarillo.
- McFlurry: helado de vainilla con diversos sabores o galletas como aderezo. Fue lanzado en 1997.

Con el fin de atender los gustos locales y las tradiciones culinarias (con frecuencia respetando leyes locales o creencias religiosas), McDonald's ofrece versiones regionalizadas de su menú dentro de los distintos países. Como resultado, los productos que se encuentran en un país o región no se pueden encontrar en otros. Es el caso de la India, donde los bocadillos se hacen con solo verduras o cordero, ya que en este país la vaca es considerada un animal sagrado.

### McCafé
McCafé es una cafetería al estilo de los restaurantes McDonald's. Es un concepto creado en Australia (coloquialmente conocido como "maccas"), a partir de 1993 en Melbourne. Después de actualizar a la nueva imagen McCafé, algunas tiendas australianas han notado un incremento de hasta el 60 % en las ventas. A finales de 2003 había más de 600 McCafes en todo el mundo.

### CosMc's
CosMc's es un restaurante de comida rápida estadounidense, un derivado de McDonald's. Se inauguró el 7 de diciembre de 2023 en Bolingbrook, Illinois, y se espera que se abran otras nueve ubicaciones en Texas en 2024.

## Identidad visual

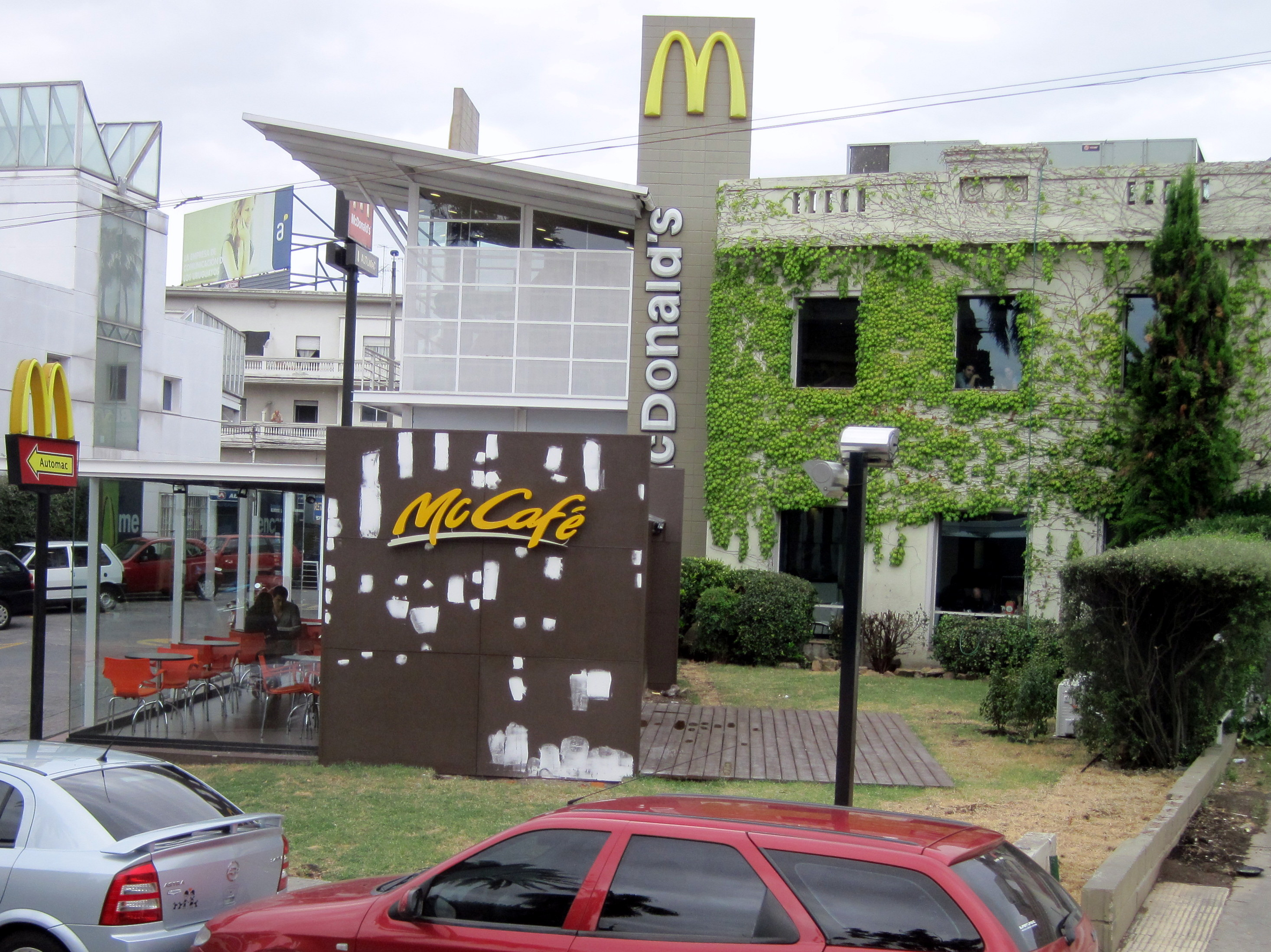
Restaurante McDonald's en Montevideo, Uruguay.

### Logotipo
El logotipo de McDonald's (los Arcos Dorados) fue creado en 1960 por Jim Schindler, por aquel entonces responsable de la ingeniería de diseño de McDonald's. Se basa en dos arcos dorados atravesados por una línea (representando el techo) que era más alta por delante que por detrás. Se basaba en la fachada del primer restaurante McDonald's diseñado por el arquitecto Stanley Meston en Phoenix, reuniendo los dos arcos en una "M". En 1968, la línea se eliminó de los arcos dorados y el tipo de letra para el texto se cambió, mostrando también la palabra McDonald's dentro de los arcos. En los Estados Unidos desde 1975 hasta 2006, el nombre escrito en blanco se añade en una caja roja.

En Europa, se hizo cambiar la imagen corporativa mediante la inclusión del logotipo en un cuadro de color verde oscuro, lo que resultó ser un éxito de marketing.[cita requerida] En Canadá, desde 2010, conservan la versión actual pero con la hoja roja que se presenta en su bandera nacional.

Logotipo usado desde 1968 hasta 1994.
Logotipo usado desde 1994 hasta 2006.
Logotipo usado desde 2007 en algunos de los países de Europa.
Logo sin fondo rojo utilizado desde la década de 2010.
Logotipo de McCafé.
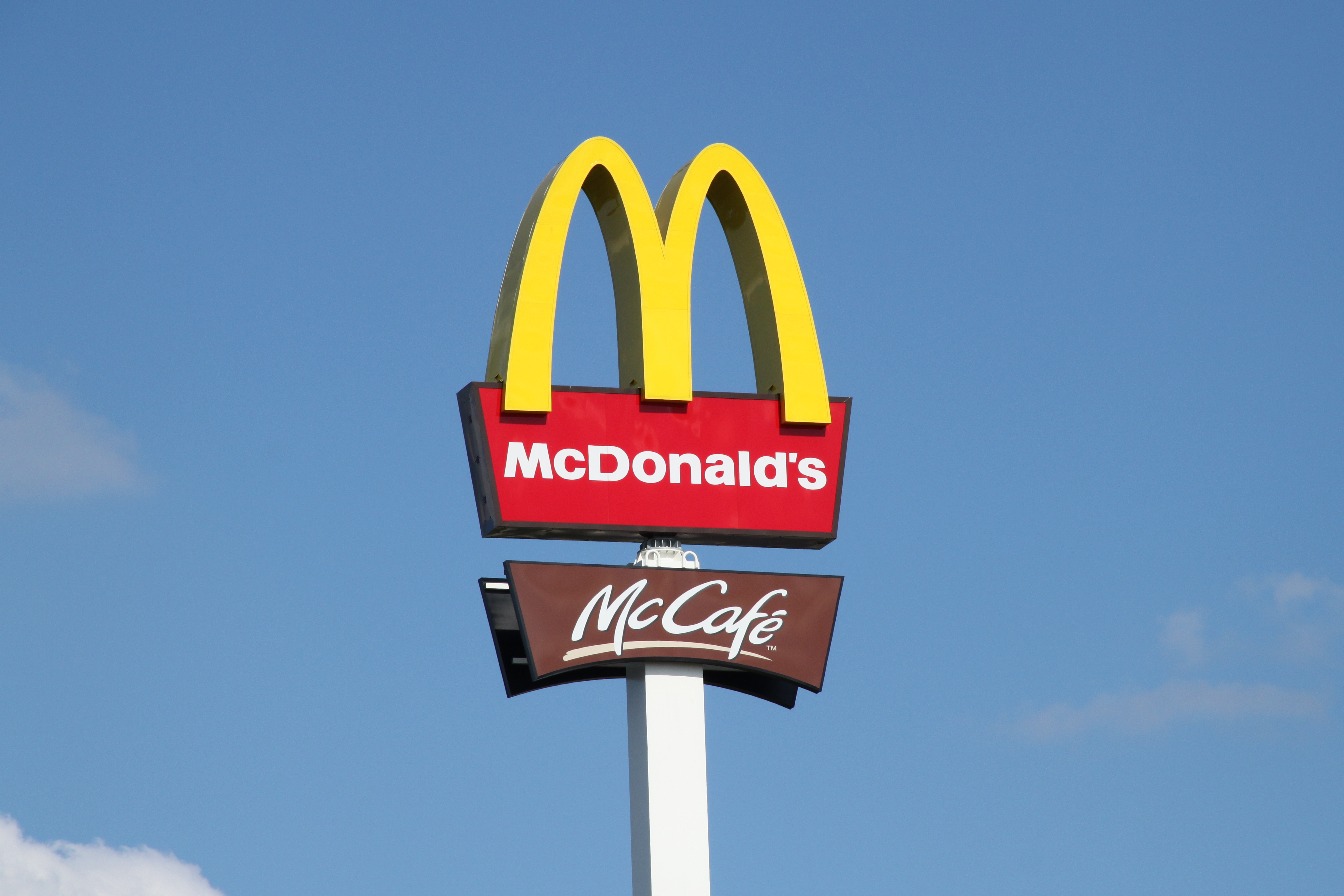
Letrero grande de McDonald's.
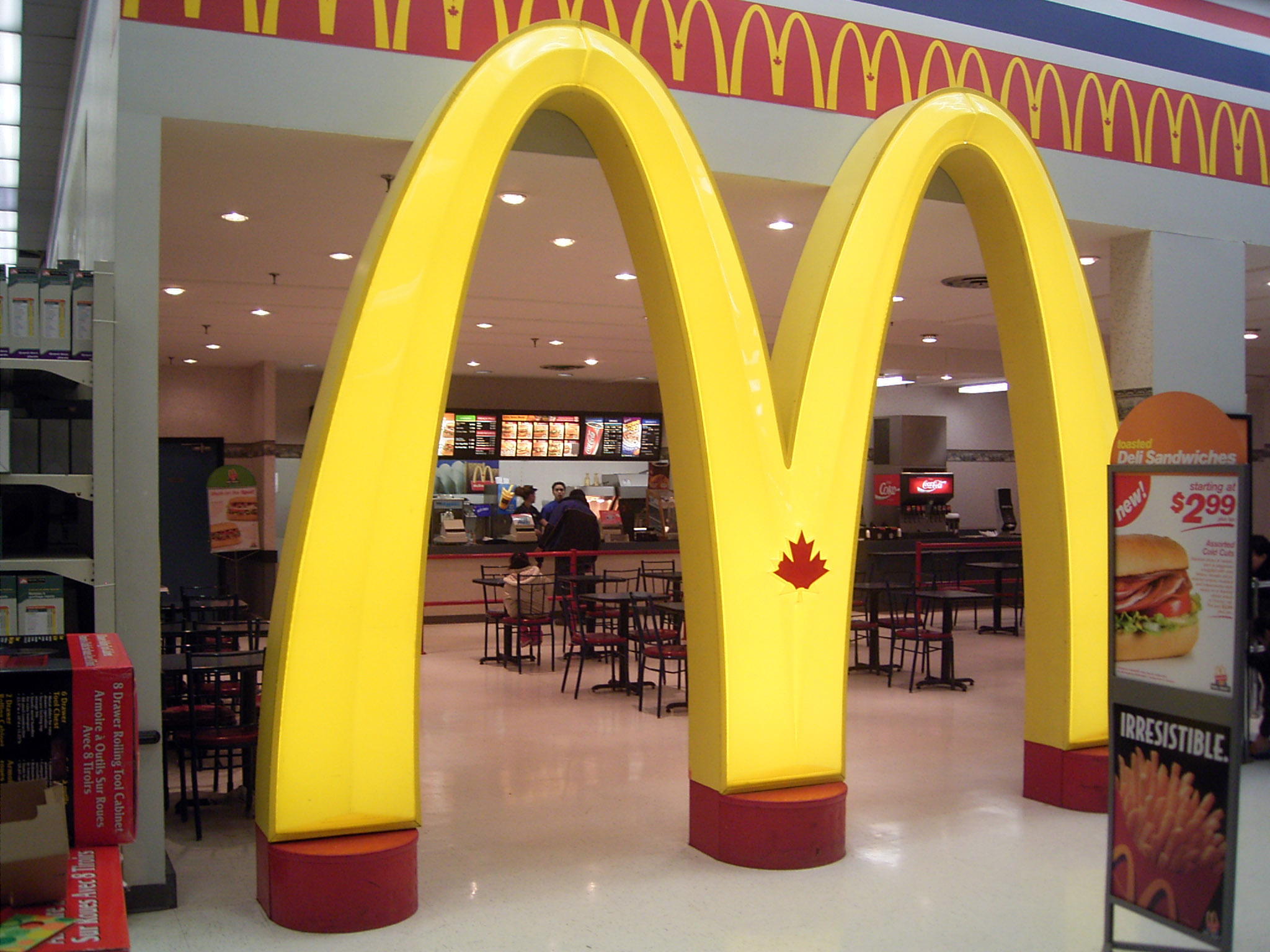
Logotipo de McDonald's en una tienda Walmart en Toronto, Ontario (Canadá).

### Marketing

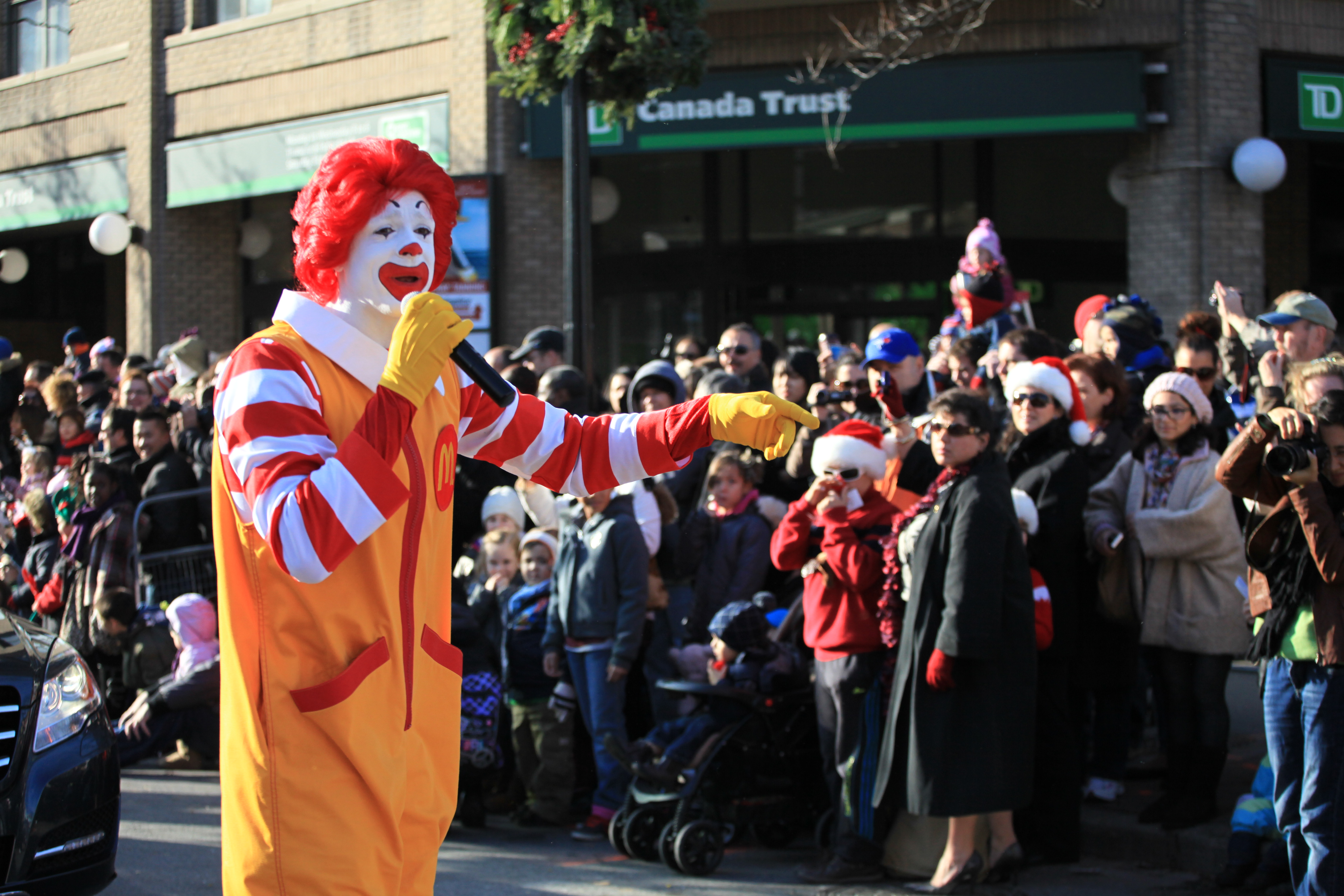
Ronald McDonald en la Toronto Christmas Parade.

McDonald's ha mantenido durante décadas una amplia campaña de publicidad. Además de los medios habituales (televisión, radio y periódicos), la compañía hace uso significativo de vallas o señalizaciones y patrocina eventos deportivos que van desde la Little League Baseball hasta la Copa Mundial de Fútbol o los Juegos Olímpicos. No obstante, la televisión siempre ha jugado un papel central en la estrategia publicitaria de la empresa.
Hasta la fecha, McDonald's ha utilizado 23 campañas publicitarias en los Estados Unidos, así como muchas otras en varios países y regiones.
Las campañas publicitarias se han dirigido igualmente al público infantil, donde el personaje insignia de la empresa, el payaso Ronald McDonald, ha sido el protagonista junto con otros personajes. También se ha hecho uso del personaje para estar presente en actos públicos, de caridad y espectáculos infantiles que la cadena de restaurantes organiza.[cita requerida]
Desde la década de 1980 hasta inicios de los 2000 se solían usar extras para los comerciales de televisión y los decorativos para niños, los cuales eran habitantes de McDonaldlandia. Entre ellos se encontraban el monstruo morado Grimace, la pájara Birdie y el ladrón de hamburguesas Hamburglar, entre otros personajes. Para la década de 2010, se crea a Happy, una representación "real" del Happy Meal para promocionar el propio producto.[cita requerida]

## McDonald'spor el mundo (fecha del primer restaurante en el país)

Mapa demográfico mostrando todos los países con al menos un restaurante McDonald's.

### McDonald's en Latinoamérica

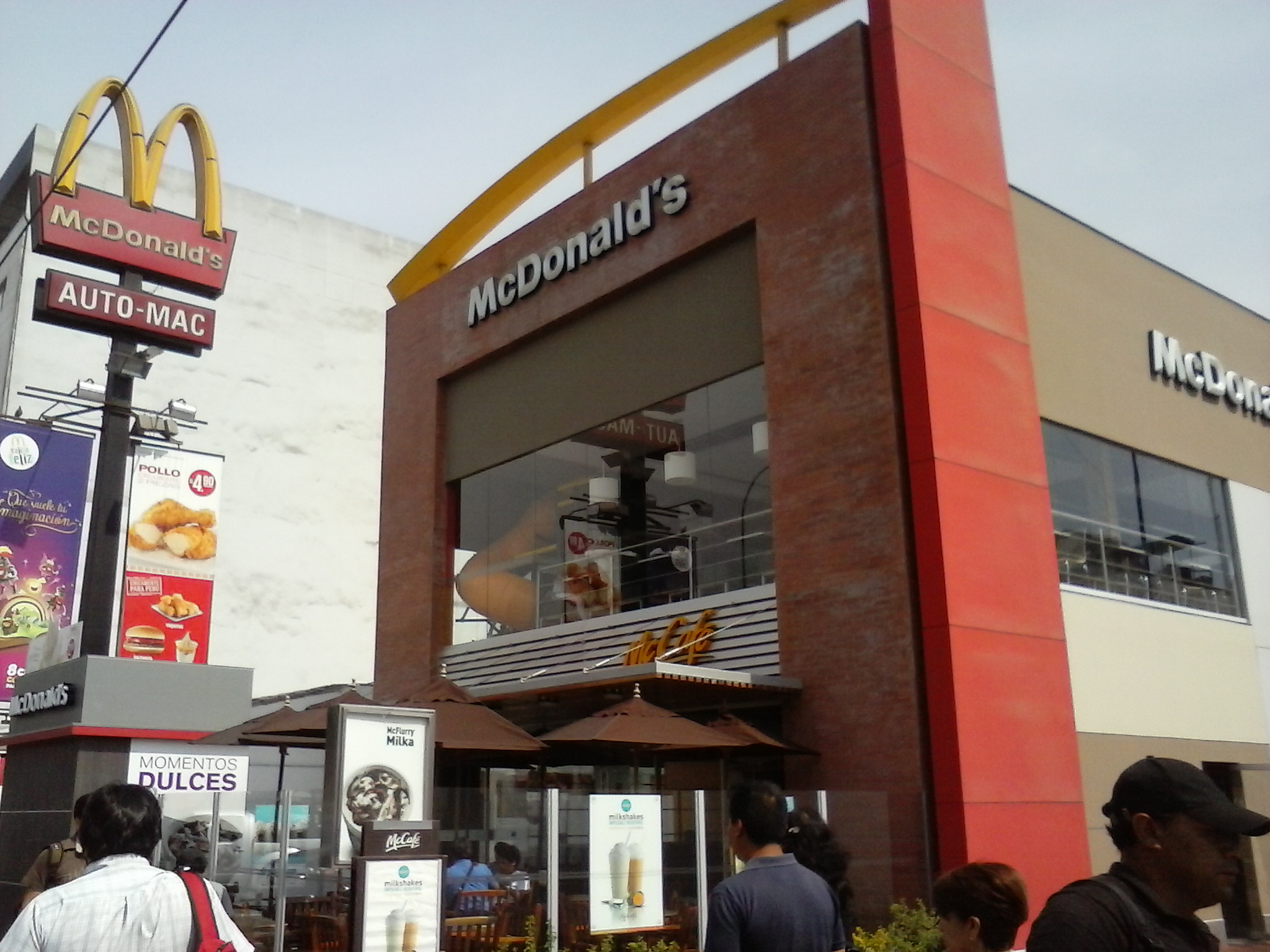
McDonald's en el distrito de Santiago de Surco, en Lima, Perú.

En 1967, Puerto Rico se convierte en el primer estado latinoamericano en recibir la franquicia de McDonald's y es, fuera de los Estados Unidos, el segundo después de Canadá.
En 1970, se instaló un restaurante de la cadena en Costa Rica (el primero de Centroamérica), siendo el tercer país fuera de los Estados Unidos. En 1971, se abren las primeras sucursales en Panamá y Guatemala. Un año después en El Salvador y Nicaragua, país que la compañía abandonó temporalmente en 1980 para después regresar y reiniciar sus operaciones el 11 de junio de 1998. Finalmente, apareció posteriormente en Honduras.

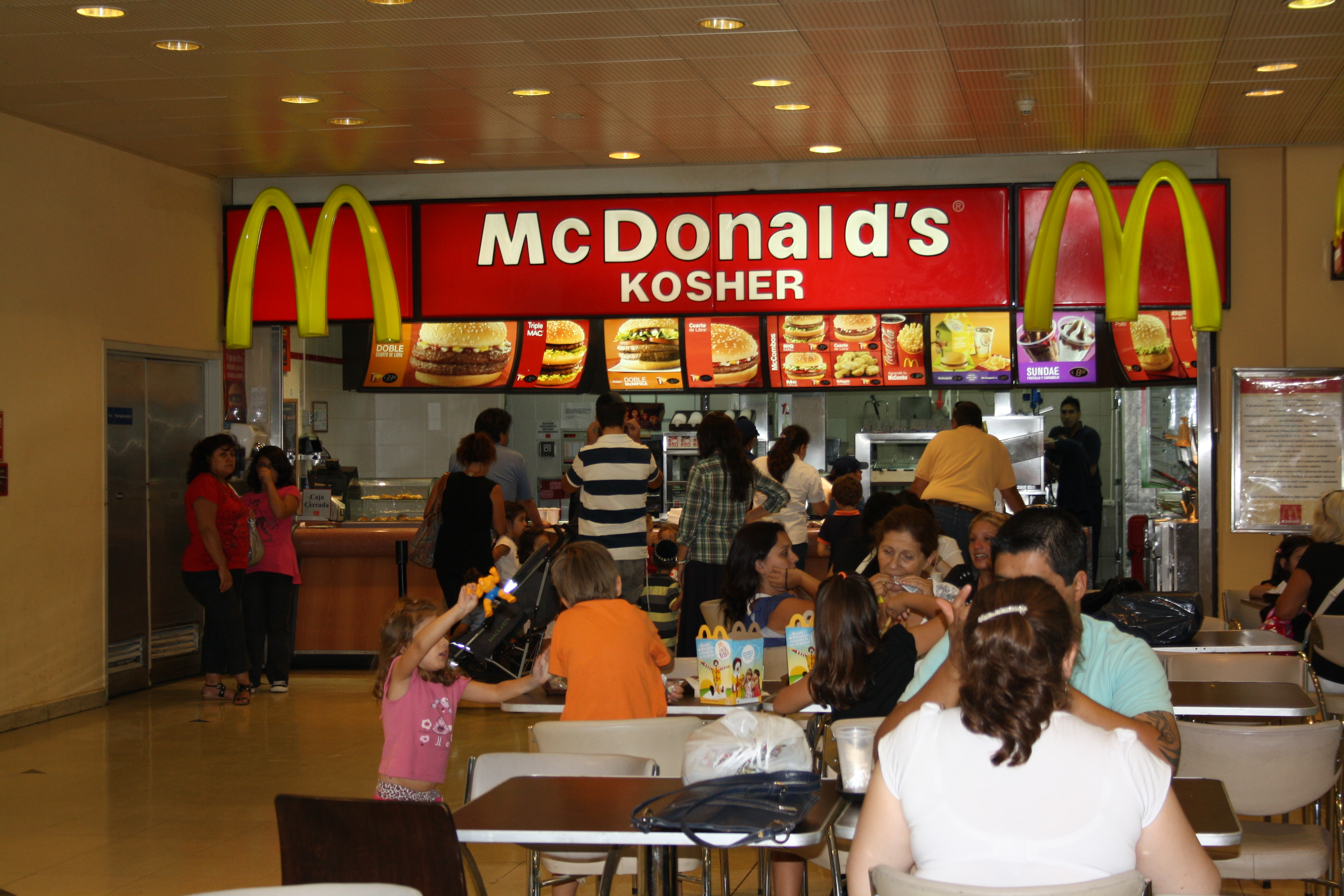
McDonald's Kosher en Buenos Aires (Argentina). Conocido por ser el único en el mundo fuera de Israel.

El 13 de febrero de 1979, se inaugura el primer McDonald's en Brasil, en la ciudad de Río de Janeiro. La unidad, ubicada en la calle Hilário de Gouveia, en Copacabana, se encuentra todavía en funcionamiento.
En Venezuela, se inaugura el primer McDonald's el 31 de agosto de 1985 en la urbanización El Rosal en Caracas, actualmente esta cerrado desde el 28 de febrero de 2013, luego de que no se renovara el contrato del alquiler del terreno donde se estableció en 1985. Desde 2019, ha disminuido en el país, el número de restaurantes de la franquicia, siendo sustituidos por otro tipo de establecimientos de comida rápida. 
En México, llega el primer McDonald's el 29 de octubre de 1985 a la zona del Pedregal en la Ciudad de México. Para 2015, tenía más de 420 restaurantes, 500 kioscos de postres y más de 32 unidades de McCafé. Desde entonces, algunos locales han cerrado en el país por reajustes o bajas ventas.
En 1986, llegó a Argentina el 24 de noviembre, abriendo su primer local en la avenida Cabildo, en Buenos Aires. La empresa tuvo muchas dificultades para ingresar al mercado argentino y adaptarse a los gustos locales. Además,  el país contaba con una gran cadena propia, que una década más tarde llegaría a su fin, y casi al mismo tiempo llegó su gran competidor global (Burger King). 
En Chile, se abrió el 19 de noviembre de 1990 en la avenida Presidente Kennedy en Santiago.

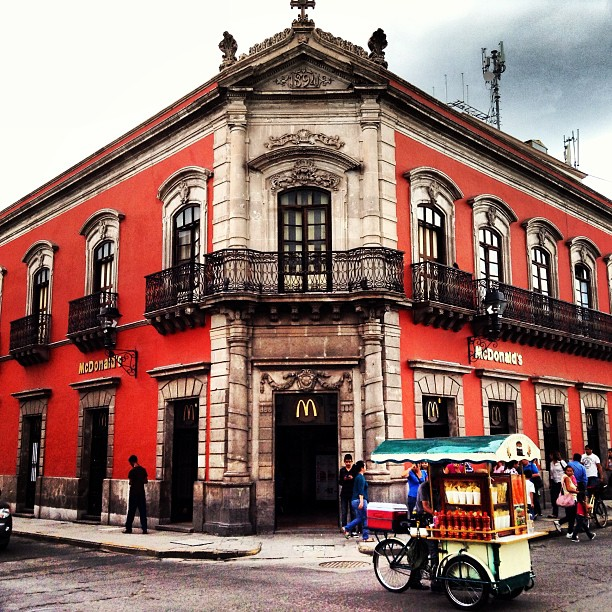
McDonald's en Durango, México.

El 18 de noviembre de 1991, inauguró su primer restaurante en Uruguay en el Montevideo Shopping. El primer McDonald's en Colombia fue inaugurado el 14 de julio de 1995 en el Centro comercial Andino de Bogotá, mientras que en el Perú, su apertura fue el 18 de octubre de 1996 en las avenidas Javier Prado Este y Guardia Civil en Lima, y en Paraguay, su apertura fue el 21 de noviembre del mismo año en la avenida Aviadores del Chaco (Asunción). El primer McDonald's en Ecuador fue inaugurado el 9 de octubre de 1997 en el centro comercial Iñaquito de Quito. Sin embargo, en los años setenta, en Ecuador funcionó otro McDonald's paralelo al estadounidense (cuya oferta alimentaria no era la misma que la de la multinacional), creándose un litigio entre ambas empresas en 1997. Acabó siendo resuelto de manera favorable para el McDonald's ecuatoriano ya que había pagado los derechos del registro de la marca, según lo establecía la ley.
El único país latinoamericano donde actualmente no hay McDonald's es en Bolivia donde la cadena tuvo presencia desde el 21 de noviembre de 1997 cuando abrió su primer local en Santa Cruz de la Sierra hasta el 30 de noviembre de 2002, año en que anunció la remoción y el cierre de la franquicia del país de manera permanente debido a bajas ventas y poca aceptación.
El 15 de agosto de 2012, un tribunal mercantil de San Salvador ordenó el embargo de sus 36 distintivos comerciales, así como el pago al empresario de una multa de 23,9 millones de dólares, por disputas legales con el empresario Roberto Bukele.
En enero de 2013, el eslogan de la compañía cambia a su contraparte estadounidense, pasando de «Me encanta» a «I'm Lovin' It», su versión internacional en inglés.[cita requerida]

### McDonald's en otros países

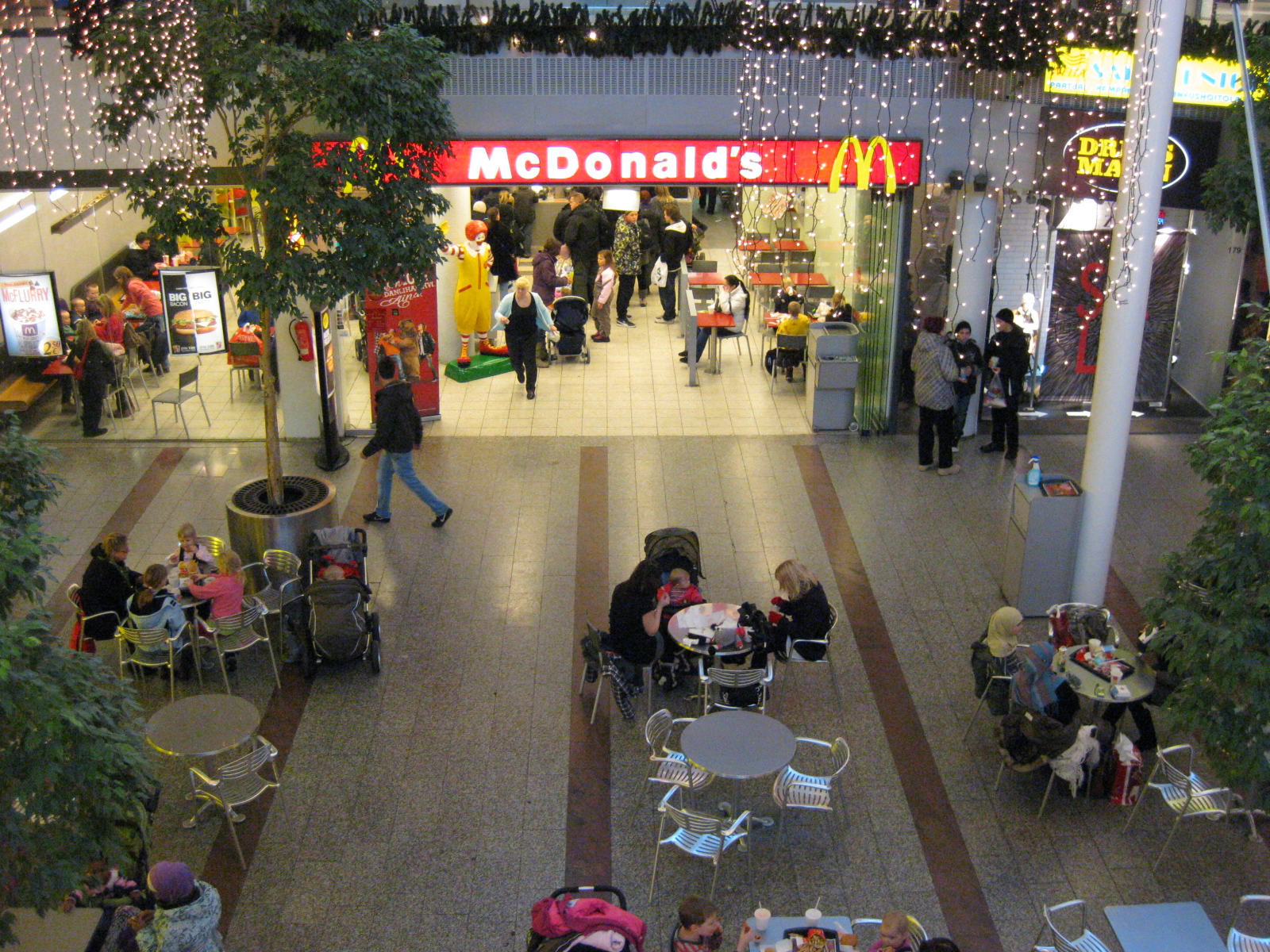
Un restaurante McDonald's en el Centro Comercial Itis en Itäkeskus, Helsinki, Finlandia.

El primer McDonald's abierto en un país fuera de los Estados Unidos fue en Richmond, Columbia Británica, en Canadá.
En diciembre de 1970 se abrió una sucursal en San José, Costa Rica, siendo el primer local de McDonald's en Latinoamérica.
En julio de 1971 se abrió una sucursal en el distrito de Ginza de Tokio, en Japón, siendo el primer McDonald's de Asia. El 21 de agosto se abrió su primera sucursal en Europa, estando ubicado en Zaandam, cerca de Ámsterdam, en los Países Bajos. En diciembre, también se abrió su primer restaurante en Alemania, en la ciudad de Múnich. Fue el primer McDonald's en vender alcohol (concretamente cerveza), cosa que seguirían otros países europeos en la década de 1970.[cita requerida] También se abrió en diciembre una sucursal en Yagoona (un suburbio de Sídney), siendo el primer restaurante de Australia.
En 1972, McDonald's abre su restaurante número 2000 en Des Plaines, Illinois.
El 12 de octubre de 1974, se abre el primer McDonald's en el Reino Unido, ubicado en Woolwich, en el sureste de Londres, siendo el número 3000.

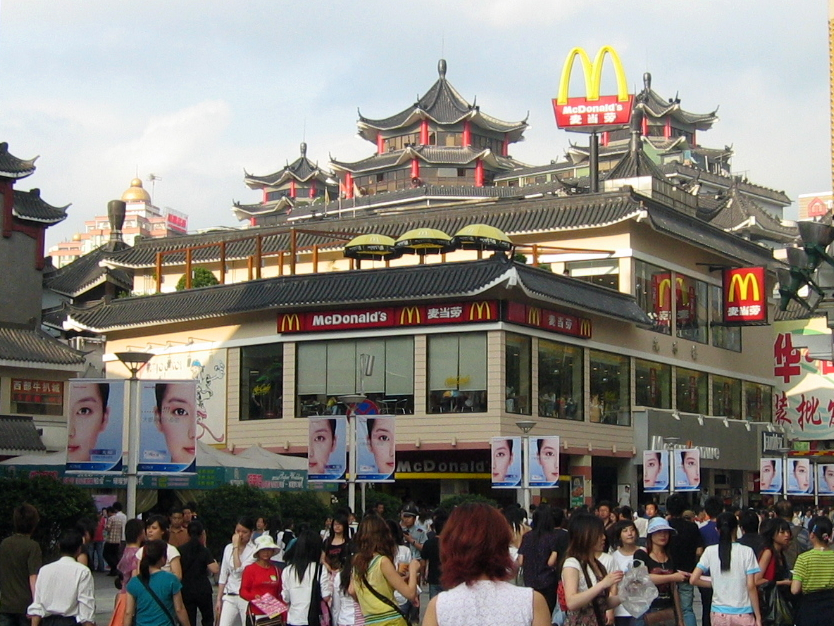
Un restaurante McDonald's en Shenzhen, China.

En 1976 se abrió en Porirua, el primer restaurante en Nueva Zelanda. En 1978 se abre el restaurante número 5000 en Kanagawa, Japón. En 1979 se abre el primer restaurante en Francia, en la ciudad de Estrasburgo. En 1980 se abre el restaurante número 6000 en la capital de Alemania.
En España se abre el primer McDonald's el 9 de marzo de 1981, en la Gran Vía de Madrid.
En 1986, McDonald's abre su primera franquicia en Italia, ubicada en Roma. Para coincidir con el paisaje histórico cerca de la escalinata de la Plaza de España, se establecen nuevos estándares para la decoración de interiores.
En 1988 se abren sus primeros restaurantes en países comunistas. En Györ, Hungría, Belgrado y en la entonces existente Yugoslavia. El 31 de enero de 1990, el primer McDonald's en Rusia se abre en Moscú. Este fue durante algún tiempo el más grande del mundo (en la actualidad el mayor esta en Pekín).
El 23 de abril de 1992, el mayor restaurante en el mundo hasta la actualidad se abre en Beijing, capital de China, el cual tiene una capacidad de más de 700 asientos. En 1992 también se abrió el primero en Casablanca, Marruecos. El 8 de diciembre de 1993, McDonald's abre sus arcos dorados en la Arabia Saudita por primera vez.
En 1996 se abre la primera sucursal en la India. Este mismo año se abre el primer McDonald's en Bielorrusia, que se convierte en el país número cien en recibir una franquicia. En la ceremonia de apertura, se acusó al ejército bielorruso de agresión contra los asistentes que quería entrar en el restaurante en Minsk.
El 8 de febrero de 2014, McDonald's abrió su primer restaurante en Vietnam en Ho Chi Minh.

### Restaurantes

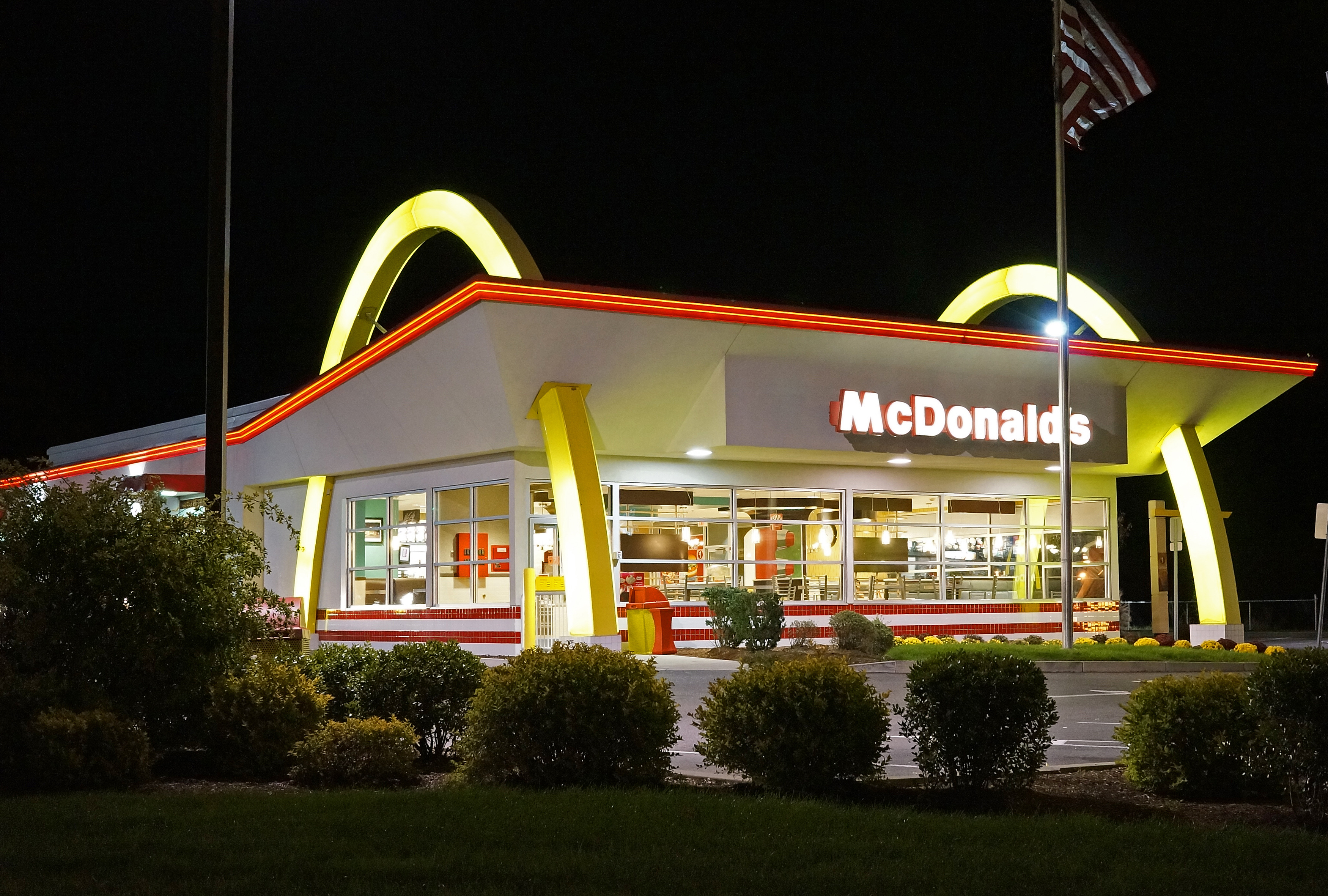
Arcos Dorados de McDonald's. Conocido por ser el tercer McDonald's y, en la actualidad, el más antiguo en activo.
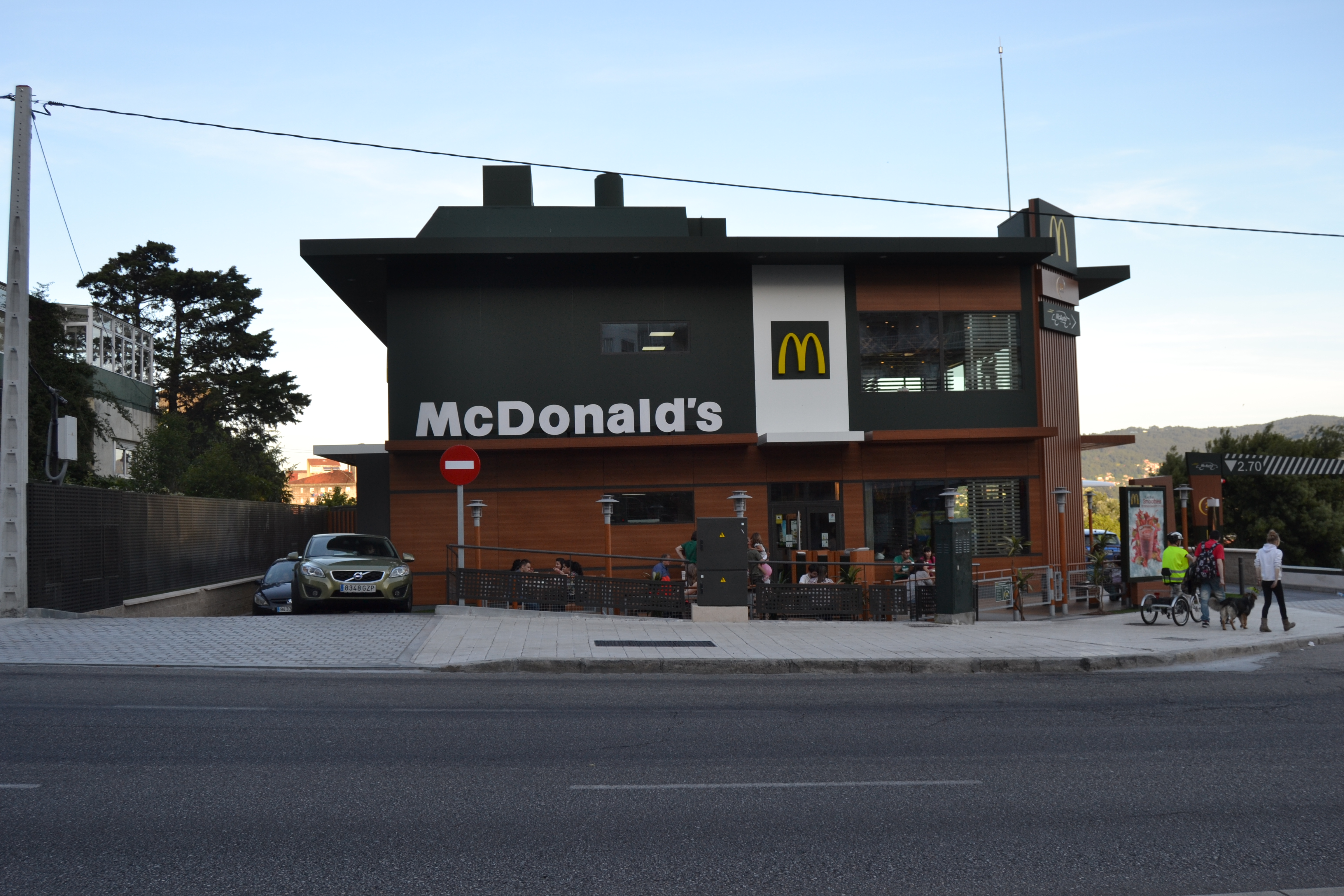
McDonald's en la Gran Vía de Vigo, España.
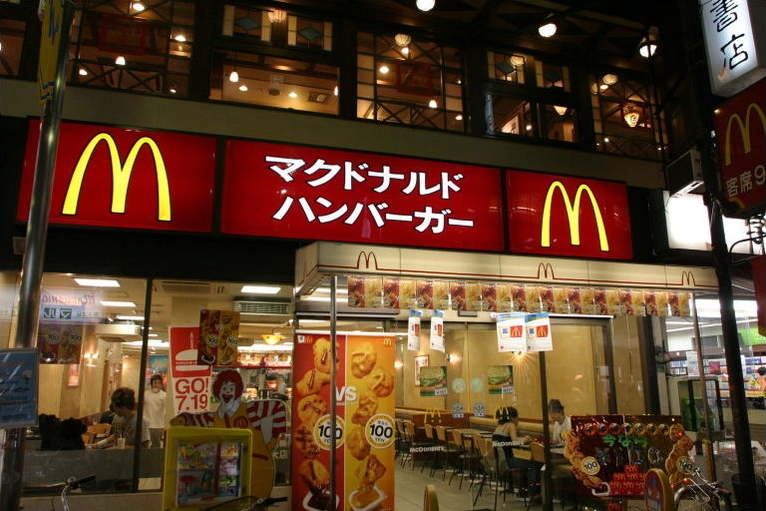
McDonald's en Tokio, Japón.
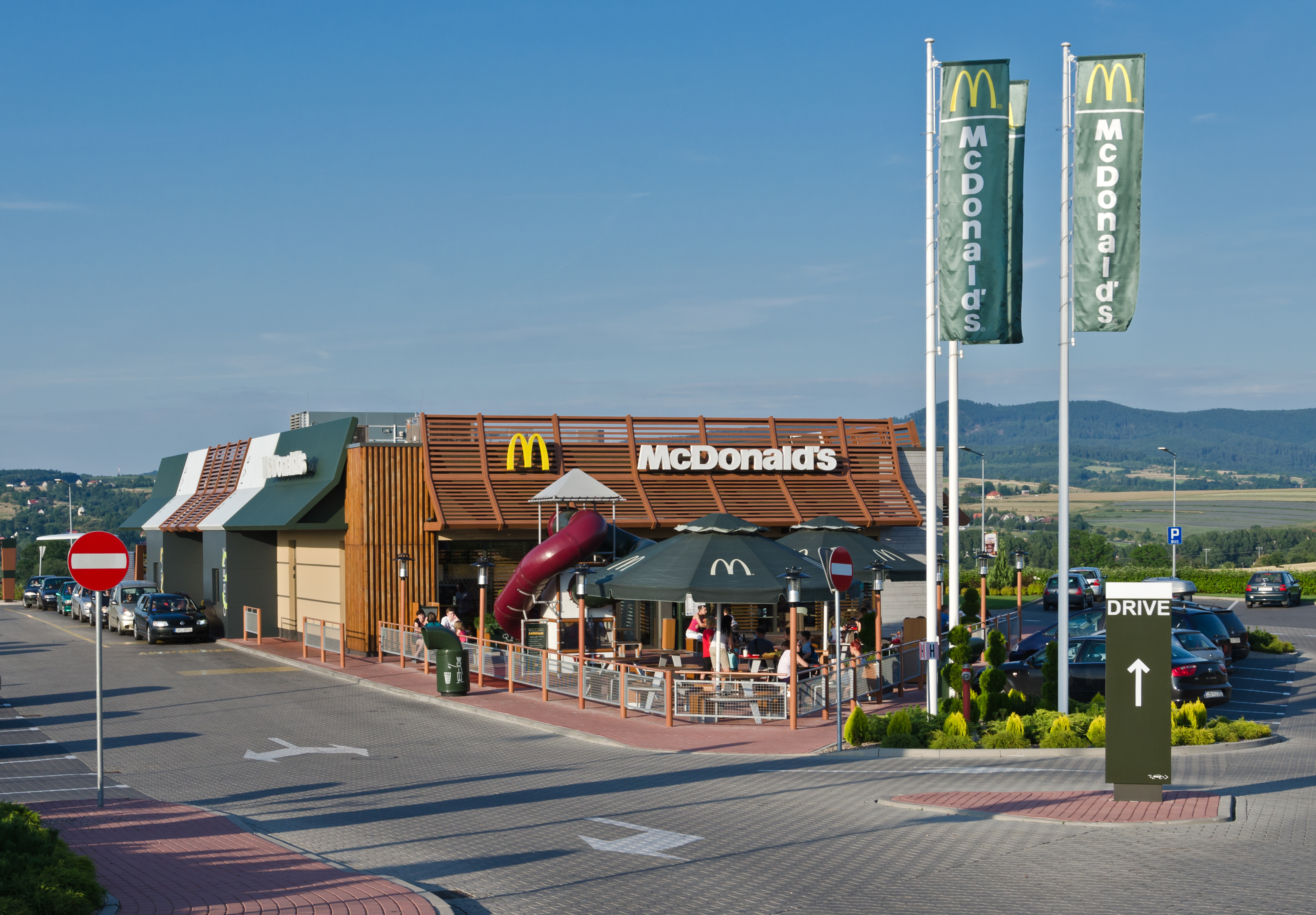
McDonald's en Kłodzko, Polonia.
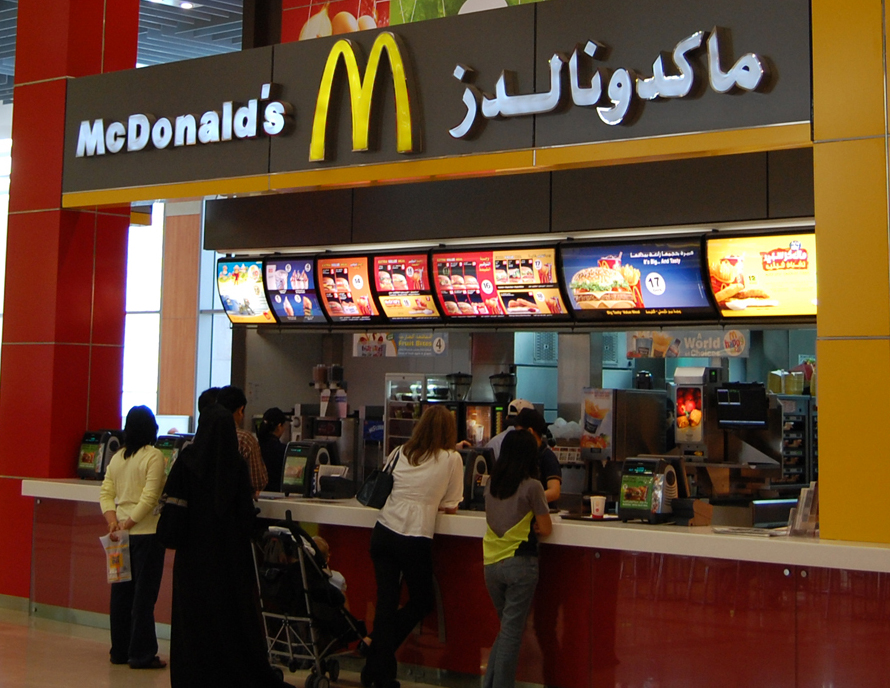
McDonald's en Dubái, Emiratos Árabes Unidos.
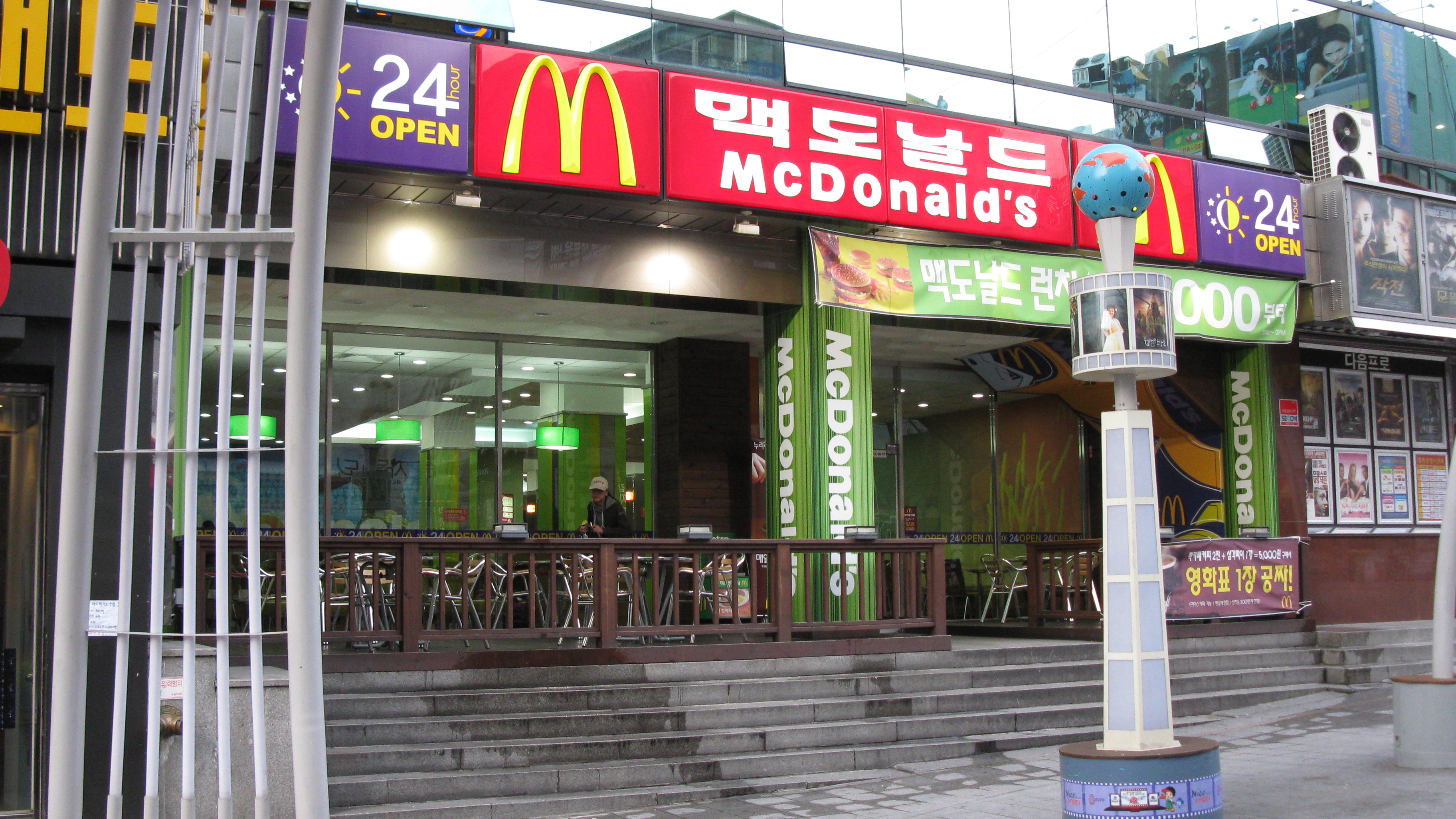
McDonald's en Busan, Corea del Sur.

### Mercados abandonados

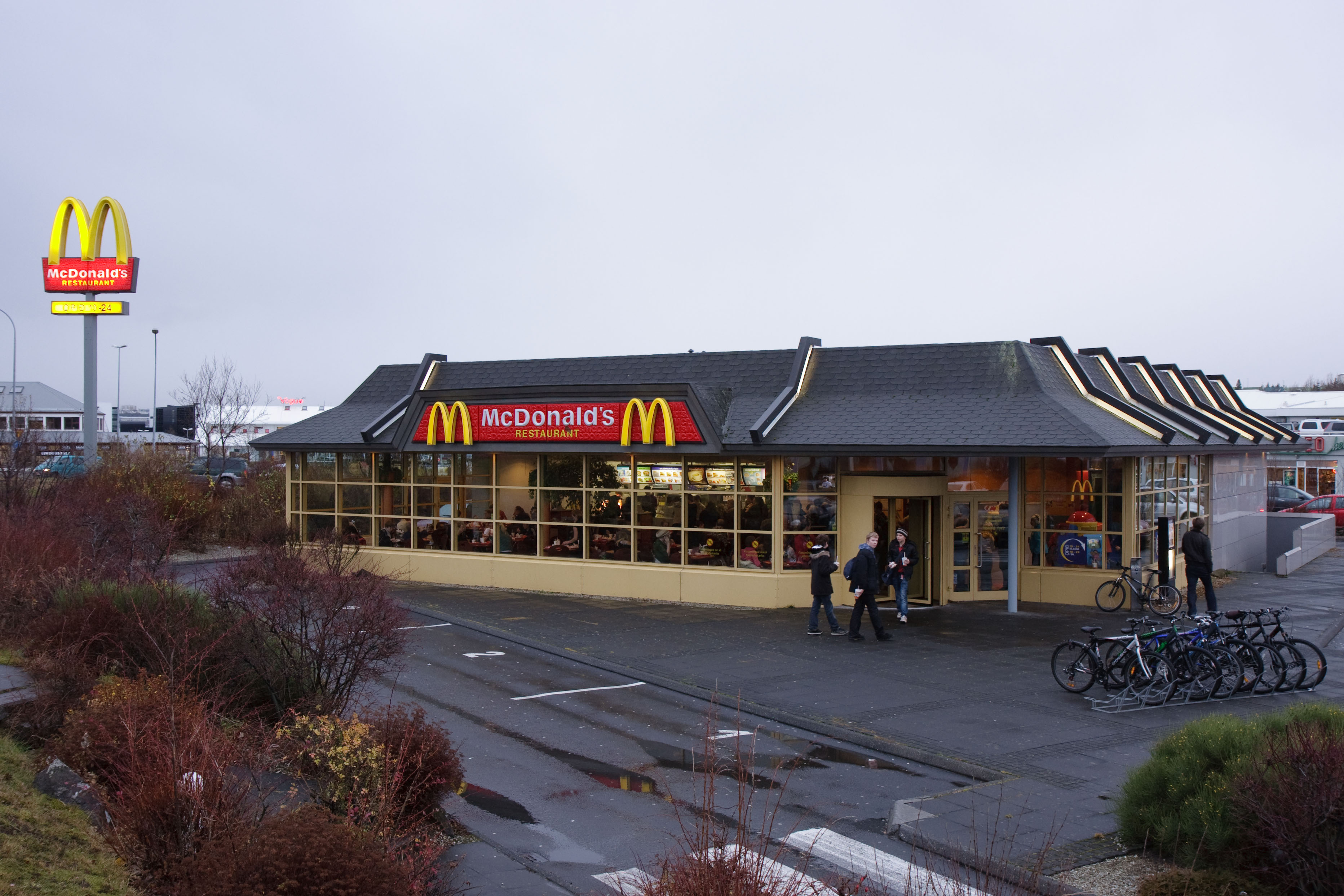
Uno de los tres restaurantes de McDonald's en Islandia antes de su cierre.

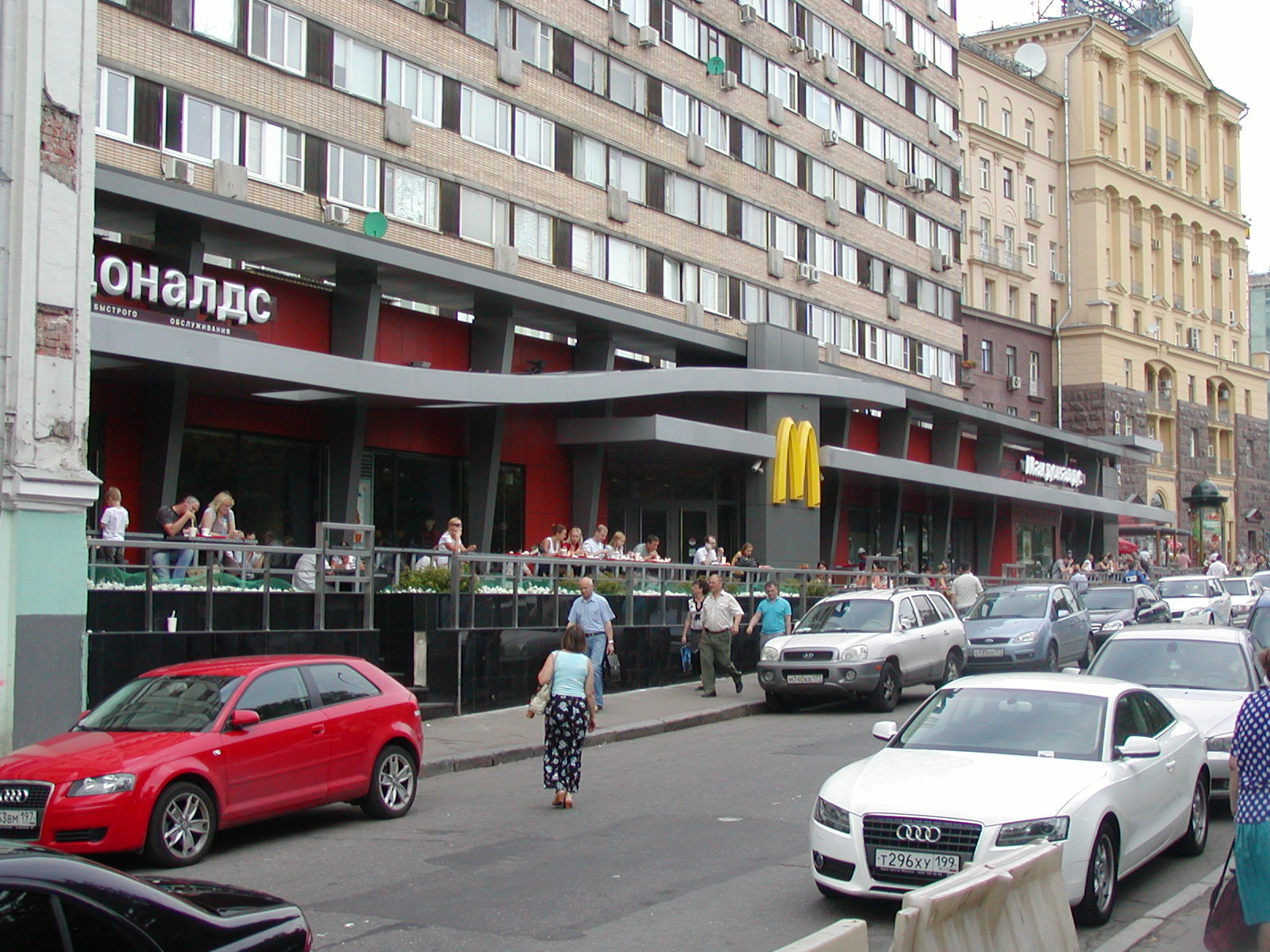
McDonald's en Moscú, Rusia.

- Barbados: cerró por las bajas ventas y poca aceptación; funcionó del 25 de agosto de 1989 hasta el 13 de diciembre de 1990.[100]
- Bermudas: cerró por una gran norma gubernamental; funcionó del 10 de noviembre de 1985 al  9 de marzo de 1995.[101]
- Bolivia: cerrado por las bajas ventas y poca aceptación; funcionó del 21 de noviembre de 1997 hasta el 30 de noviembre de 2002.[102]
- Jamaica: cerrado debido a varios problemas con el gobierno del país y la gran caída de las ventas; funcionó del 15 de abril de 1995 hasta el 14 de octubre de 2005.[103]
- Islandia: cerrado durante la crisis financiera islandesa de 2008-2011, según la franquicia islandesa, por los altos costos prohibitivos de importación de alimentos extranjeros que exige el sistema de comercialización de McDonald's. Los puntos de venta fueron renombrados por la cadena de comidas Metro, que ofrecen servicios similares y menús con ingredientes nacionales; funcionó del 9 de septiembre de 1993 al 30 de octubre de 2009.[104]
- Macedonia del Norte: cerrado debido a la gran disputa por el contrato y las obligaciones contractuales con el dueño de la franquicia Sveto Janevski; funcionó del 6 de septiembre de 1997 hasta el 15 de mayo de 2013.[105]
- Montenegro: cerró por falta de asentamiento, funcionó desde el 6 de septiembre de 1996 hasta 2007.
- San Marino: cerró el único establecimiento del país por la cercanía de restaurantes italianos, lo que significó una gran caída en las ventas en el restaurante; funcionó del 6 de julio de 1999 hasta el 6 de julio de 2019.
- Rusia: cerró temporalmente por la invasión a Ucrania,[106] pero el 16 de mayo de 2022 anunció permanentemente su cierre del mercado ruso, quedando pendiente la venta de sus restaurantes;[107] funcionó del 31 de enero de 1990 hasta el 8 de marzo de 2022, ahora en la actualidad regreso al mercado, aunque administrado y manejado por empresarios gastronómicos rusos, quienes el domingo 12 de junio de 2022, reabrieron sus locales en todo el país con el nombre Vkusno i Tochka, que traducido al ruso, significa "Delicioso y punto".[108]
- Bielorrusia: empezó a operar el 10 de diciembre de 1996. En noviembre de 2022, se anunció que McDonald's suspendería sus operaciones en Bielorrusia, haciéndose efectivo el 27 de noviembre. Se barajó la posibilidad de que la cadena rusa Vkusno i Tochka sustituyera a McDonald's Bielorrusia, sin embargo, a principios de abril de 2023, KSB Victory Restaurants (operadores de McDonald's en Bielorrusia) presentó una solicitud de registro del nombre y la marca "Mak.by".[109] El 18 de abril de 2023, la cadena de restaurantes cambió su nombre a "Mak.by".[110] Contaba con 25 locales.
- Bosnia y Herzegovina: comenzó a operar el 20 de julio de 2011. Sin embargo, fue cerrado el 31 de diciembre de 2022 "hasta nuevo aviso", debido a que a McDonald's le revocaron su licencia para operar en el país.[111] Contaba con 6 locales en el país.[112]
- Kazajistán: empezó a funcionar el 8 de marzo de 2016 y contaba con 24 locales. Sin embargo, fue suspendido el 5 de enero de 2023 debido a restricciones de suministro que prohibieron la compra de hamburguesas de Rusia debido a la invasión rusa a Ucrania. El 23 de enero de 2023, el propietario local de la franquicia, Food Solutions KZ, reabrió los restaurantes bajo la marca "MyOtkryty" (МыОткрыты, WeAreOpen) con el mismo menú y nombres ligeramente modificados.[113] El 16 de agosto de 2023, esta marca se eliminó y cada restaurante del país recibió su propio nombre, siguiendo el siguiente patrón: "I'm" seguido de cualquier nombre kazajo o ruso.[114] El 23 de noviembre del mismo año, la marca cambió de nombre a "I'm" escrito en inglés.[115]
- Sri Lanka: empezó a funcionar el 16 de octubre de 1998, contando con 12 locales. Sin embargo, el 25 de marzo de 2024, los 12 establecimientos cerraron temporalmente hasta nuevo aviso debido a la rescisión del contrato de McDonald's con su franquiciado de Sri Lanka, Abans Plc, tras recibir la orden del Tribunal Superior de Colombo de no utilizar la marca McDonald's. También se denunciaron deficiencias en la higiene. McDonald's Corporation e International Restaurant Systems (Private) Limited acordaron mutuamente finalizar su relación de franquicia en Sri Lanka. Las empresas llegaron a un acuerdo legal satisfactorio para ambas partes.

## Caridad

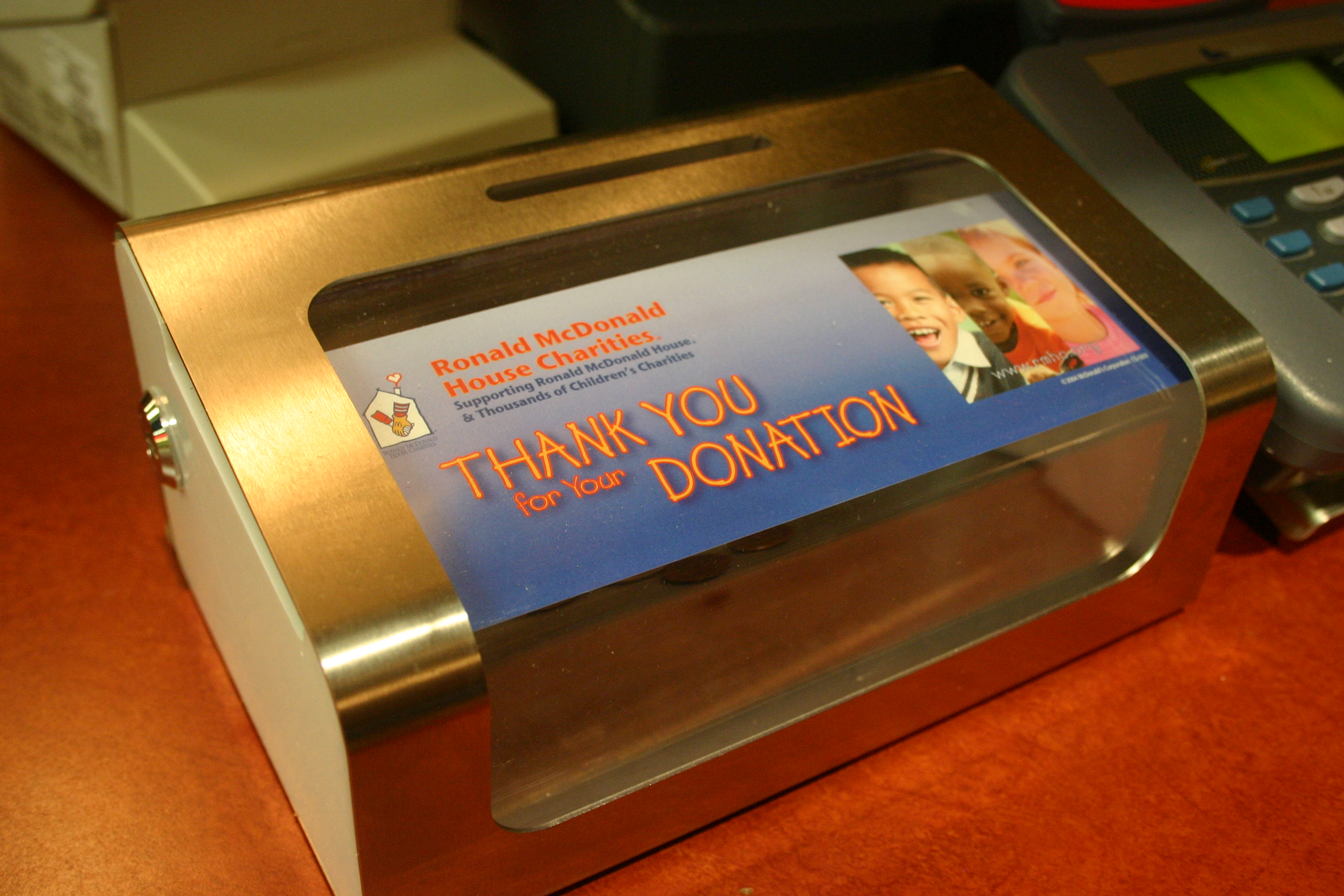
Caja de donaciones monetarias (monedas y/o billetes). Usualmente colocadas junto a la caja registradora donde se realiza la orden de comida en un local de McDonald's

### McHappy Day
El McHappy Day (McDía Feliz) es un evento anual en McDonald's, en el cual un porcentaje de las ventas de ese día irán a la caridad. La recaudación de fondos por lo general va destinada para la Fundación Ronald McDonald. En Latinoamérica por lo general se celebra los 13 de noviembre.
En 2007 se celebró en 18 países: Argentina, Australia, Austria, Brasil, Canadá, Estados Unidos, Finlandia, Francia, Guatemala, Hungría, Reino Unido, Irlanda, Nueva Zelanda, Noruega, Suecia, Suiza, Uruguay y Venezuela.
En 2009, el McHappy Day recaudó 20.4 millones de dólares.
En 2010 la recaudación fue de 20.8 millones.[cita requerida]

### Fundación Ronald McDonald
Ronald McDonald House Charities (RMHC) o Fundación Infantil Ronald McDonald es una asociación civil presente a nivel mundial que busca crear, identificar y apoyar programas que directamente mejoren la salud y el bienestar de los niños.
Hay 389 Casas Ronald McDonald funcionando en 37 países. Cuentan con más de 305.000 voluntarios y empleados, las cuales hacen posible ayudar a más de 20.000 familias al día y 9 millones de niños al año.

## Controversias

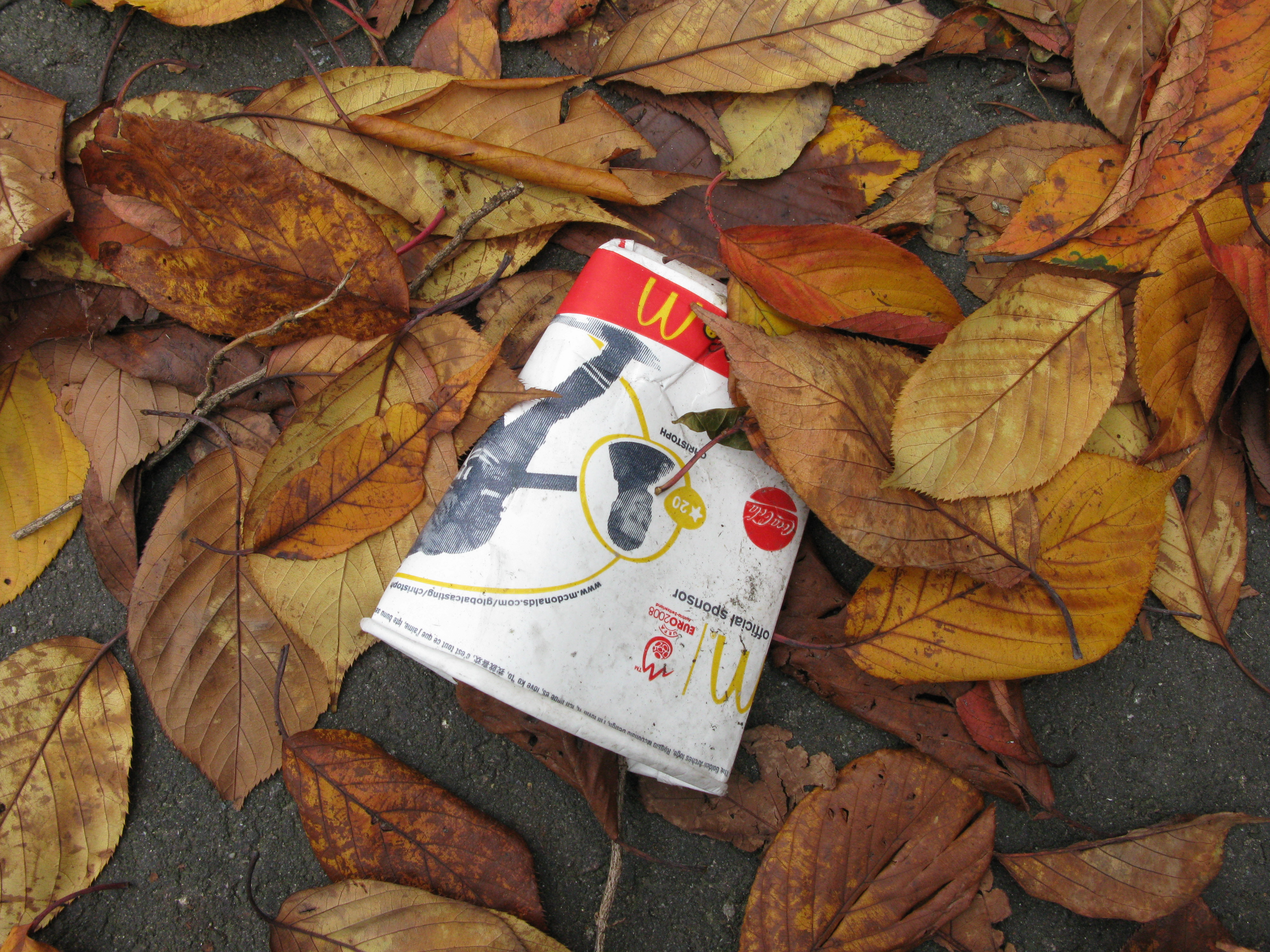
El exceso de envases desechables para productos de McDonald's puede llegar a causar daños ecológicos.

La comida rápida ha creado numerosos problemas, sobre todo relacionados con la salud, debido a que contiene mucha grasa. La película documental Super Size Me (2004), dirigida y protagonizada por Morgan Spurlock, en el que decide alimentarse únicamente de comida en los restaurantes McDonald's durante un mes entero, reabrió la controversia sobre la calidad nutritiva de la comida rápida en general y de la cadena en particular. Además, algunos nutricionistas opinan que la comida rápida puede formar parte de una dieta equilibrada más diversa. Se le denomina comida chatarra o basura por los pocos nutrientes que aporta al organismo.
Otra de las controversias tiene que ver con las condiciones laborales de los trabajadores de los restaurantes, a menudo precarias. De hecho, el escritor estadounidense Douglas Coupland creó el término «McJob» («McTrabajo»), para definir un empleo con salarios bajos, pocas posibilidades de promoción laboral, requiriendo poca formación y donde la actividad está fuertemente regulada.
El caso McLibel (también conocido como Caso McDonald's Restaurants contra Morris y Steel) es otro ejemplo de las críticas que recibe: en 1990, los activistas de un pequeño grupo conocido como London Greenpeace (sin conexión alguna con Greenpeace) distribuyeron panfletos titulados What's wrong with McDonald's? (¿Qué tiene de malo McDonald's?), criticando las consecuencias para el medio ambiente, salud y trabajo de la empresa. La corporación escribió al grupo demandando que desistiera y se disculpara. Cuando dos de los activistas rehusaron hacerlo, fueron demandados por McDonald's en uno de los casos más largos en el derecho civil británico. En varios países se proyectó McLibel, documental sobre el caso.[cita requerida]
Respecto a la publicidad de McDonald's, una de las principales críticas de los consumidores es que el aspecto de las hamburguesas que adquieren no se asemeja al que ven en los anuncios. Para aclarar esta duda, en junio de 2012, la directora de marketing de McDonald's Canadá, Hope Bagozzi, publicó un video en el que compara una hamburguesa real con una preparada especialmente para la sesión fotográfica. En el video se muestra cómo un «estilista de alimentos» arma una hamburguesa en un estudio fotográfico, montando cuidadosamente los ingredientes para que la cámara pueda capturarlos correctamente desde un ángulo específico. Posteriormente, la imagen se edita digitalmente para ocultar imperfecciones. También en el video, la hamburguesa «real» es fotografiada bajo las mismas condiciones que la «publicitaria» y luego se comparan. Según Bagozzi, el menor tamaño de la «real» se debe a que, al ser guardada caliente dentro de una caja de cartón, genera vapor, haciendo que el pan pierda volumen.

### Sucesos relacionados conMcDonald's
El 18 de julio de 1984 un hombre llamado James Oliver Huberty atacó un restaurante McDonald's con varias armas de fuego, matando a veintiuna personas y causando lesiones a otras diecinueve para posteriormente morir en el interior del restaurante, localizado en San Ysidro, San Diego (California), en lo que se denominaría Masacre del McDonald's de San Ysidro.
El 7 de mayo de 1992 Derek Wood (un empleado) y dos amigos robaron en un McDonald's en Sydney River, Nueva Escocia (Canadá), matando a tres personas e hiriendo gravemente a otra. Actualmente Wood cumple una sentencia de cadena perpetua por su papel en el asesinato. En agosto de aquel mismo año, una ciudadana de nombre Stella Liebeck recibió quemaduras de tercer grado por un café comprado en un McDonald's. Acabó demandando a la empresa, en lo que se conoció como el caso del "café de McDonald's". El 28 de abril de 1992 siete restaurantes fueron atacados con bombas, en Taiwán, matando a un policía e hiriendo a cuatro.
El 16 de febrero de 2006 un oficial de policía, de veinticuatro años, asesinó a su novia de veintitrés años (quien también pertenecía a la fuerza policial) y luego se suicidó con su propia arma en un McDonald's en Buenos Aires, Argentina, local ubicado cerca del Congreso de la Nación. En aquel año un exempleado con síndrome de Asperger apuñaló hasta la muerte a su exgerente durante una fiesta infantil en el McDonald's que supervisaba en West Sussex, Inglaterra; fue condenado a cadena perpetua por el Tribunal de la Corona de Lewes.
En 2007 una explosión en la red de cafeterías de McDonald's en San Petersburgo, Rusia, dejó al menos seis muertos, entre ellos dos niños.
En julio de 2014 unos sicarios dispararon a un local de McDonald's en el distrito de Miraflores en Lima (Perú), asesinando a un hombre que fue identificado como el empresario peruano Nicola Bonavia Wong; días después se demostró que la víctima era un traficante de armas serbio llamado Frederick Stabrick, quien había creado una identidad falsa.
En octubre de 2015 Astrid López de veinticinco años, quien trabajaba como cajera en un McDonald's del distrito de Pedregal en Panamá, fue asesinada por unos asaltantes que habían exigido al gerente de turno y a la cajera el dinero de las cajas. Cuando la cajera salió corriendo hacia la parte de atrás, fue perseguida por uno de los asaltantes, el cual le propinó un golpe en la cabeza.
El 9 de noviembre de 2015 se clausuró una de las sucursales de McDonald’s ubicada en el municipio de Tlalnepantla (Estado de México), tras denunciar un comensal haber encontrado la cabeza de una rata en su hamburguesa. El local procedió a una investigación para confirmar el suceso. Además, la Fiscalía General de Justicia informó el caso a las instituciones de salud. Pese a algunos indicios encontrados en el local, se descartó que el animal hubiera aparecido en la preparación de la hamburguesa, por lo que la cabeza de rata habría sido colocada de manera premeditada.
En septiembre de 2019 un hombre fue asesinado y otro resultó herido tras un ataque a un local de McDonald's en la delegación Miguel Hidalgo, en la Ciudad de México.
El 15 de diciembre de 2019 dos jóvenes trabajadores de limpieza murieron electrocutados en un local en el distrito de Pueblo Libre, en Lima (Perú). Los familiares de las víctimas exigieron una profunda investigación de sus muertes, debido a las acusaciones a la empresa por negligencia, explotación y precariedad laboral. La empresa recibió una multa de doscientos cincuenta mil dólares por violaciones de seguridad y por no comunicar la muerte de los trabajadores a tiempo. Apenas dos meses después, en febrero de 2020, otro trabajador resultó electrocutado en el local del distrito de Independencia. Tras un acuerdo extrajudicial y económico con las familias afectadas, que involucró un pago adicional a la indemnización, el caso fue archivado. En noviembre de 2020 se anunció el cierre definitivo del local de Pueblo Libre.
En enero de 2020, en otro local limeño en el distrito de Lince, fue asesinado Isaac Hilario, un empresario peruano con denuncias y acusaciones de proxenetismo, al momento del ataque se encontraba acompañado por tres mujeres venezolanas.
En agosto de 2022, en un local de Nueva York, un trabajador murió tras ser disparado por un sujeto, tras un presunto reclamo por venderle comida fría.
En octubre de 2024, se produjo un brote de Escherichia coli en los Estados Unidos, intoxicando al menos a 75 personas en más de diez estados (la mayoría en Colorado, Montana y Nebraska) y causando la muerte de una persona. El origen del brote fueron cebollas contaminadas en las hamburguesas Cuarto de libra vendidas por la cadena.

### Ley de los arcos dorados
La ley de los arcos dorados fue elaborada por Thomas Friedman, columnista del New York Times y tres veces ganador del Premio Pulitzer, en su libro The Lexus and the Olive Tree. La ley se popularizó al dar a conocer el hecho de que no hay dos países en los que esté instalado McDonald's que se hayan declarado la guerra. Mediante una utilización imaginativa del método inductivo, se llega a la conclusión de que los países con esta cadena de restaurantes no se declaran la guerra.